# Українські меценати
Українські меценати — особи, українського походження або ті, що безкорисливо матеріально підтримували (підтримують) розвиток української культури, освіти, охорони здоров'я та незахищені категорії населення. Українське меценатство має досить давню історію, починаючи з часів Київської Русі і закінчуючи початком XXI століття. Україна, так історично склалося, довгий час не мала державності, яка стала б на захист української культури, мистецтва, освіти, науки, мови. Тому знаходились філантропи та шанувальники українства, які зробили вагомий внесок у збереження та розбудову української нації. У цій статті названо в хронологічній послідовності окремі вагомі приклади меценатів як українського, так і неукраїнського походження, але діяльність яких була спрямована на українські терени.

## Коріння українського меценатства
Історія меценатства на території України сягає періоду колонізації Північного Причорномор'я. Відомо, що херсонеський агораном на початку нашої ери витратив власні гроші на спорудження храму Афродіті.

### Київські князі
За часів Київської Русі. Київський князь Володимир Статутом 996 р. офіційно зобов'язав духовенство займатися громадським піклуванням, визначивши десятину на утримання монастирів, церков, богаділень і лікарень. У деяких джерелах є свідчення, що княгиня Ольга ще раніше заснувала першу лікарню у Києві, в якій доглядати хворих було доручено жінкам. Протягом багатьох століть церква і монастирі залишалися осереддям соціальної допомоги старим, убогим і хворим. Сам князь Володимир служив для народу зразком співчуття і був «справжнім батьком бідних». З його волі було споруджено першу церкву Св. Василя та Десятинну церкву (996 рік) у Києві. Третій християнський храм було збудовано у Василеві (тепер Васильків). За наказом Володимира було збудовано церкви у Вишгороді, Берестові, Білгороді, Суздалі. Князю Володимиру приписують заснування перших училищ для навчання дітей, але їх створення спочатку зустрічало опір населення. За свідченням літописця, жінки, в яких забирали дітей на навчання, оплакували їх, як мерців, вважаючи писемність за чаклунство.

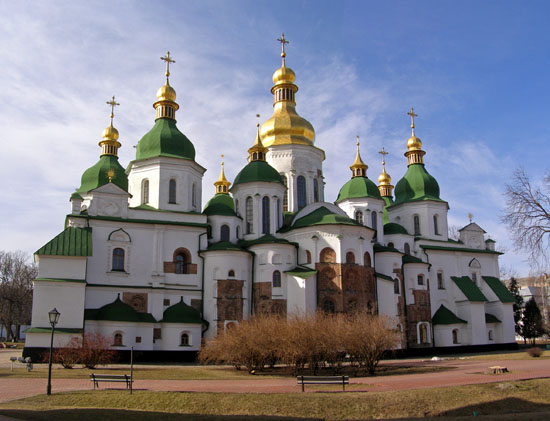
Софіївський собор

Ярослав Мудрий — великий будівничий держави й покровитель всіх муз у Київській Русі, був, також, ктитором, вкладаючи у будівництво кошти не тільки державні, а й власні. У 1037 році було збудовано церкву Св. Софії. Князь опікувався школами, бібліотеками. Мав одну з найбільших бібліотек у світі, таємницю місцезнаходження якої до сьогодні не розкрито. Заснував у Новгороді школу для юнаків. Володимир Мономах був письменником, переконаним поціновувач книжності й культури, покровителем освіти. У своєму «Повчанні дітям» він виклав обов'язки князя по відношенню до бідних: 
|  | «Будьте батьками сиріт, не залишайте сильним губити слабких, не залишайте хворих без допомоги». |

У пер. пол. ХІІ століття купці купців у Києва, на Подолі за власний кошт збудували храм Св. Богородиці Пигорощі, покровительки торгівлі хлібом.

### Галицько-Волинські фундатори
Мстислав Володимирович Мономах дав перші фундуші на будівництво Чернечої обителі Різдва Пречистої Богородиці у Луцьку. Він же у Володимирі-Волинському побудував церкву Успення Пресвятої Богородиці. У Холмі Данилом Галицьким було збудовано церкву Св. Івана.

### Польсько-литовські благодійники
У литовсько-польський період князі продовжували благодійні традиції своїх попередників. Проте, тепер ними керувало бажання очистити свою душу від гріхів шляхом пожертвувань на церкву. Князь Любарт у Луцьку будує церкву св. Івана, покровителем Києво-Печерського монастиря стає Володимир Ольгердович. Син Олелько та внук Семен вносять щедрі пожертви на церкви. Князь Б. Глинський у XVI подарував с. Гатне Пустинно-Микільському монастирю, А. Немерович — острів на Дніпрі. Семен Олизарович на Волині пожертвував село Дерманському монастиреві. Ф. Сангушкович був фундатором Мелецького монастиря. Князь К. Борецький дав фундуш трьом монастирям.

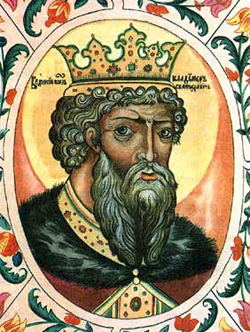
Володимир Великий
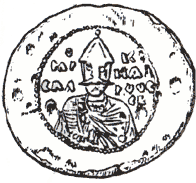
Ярослав Мудрий на княжій печатці.
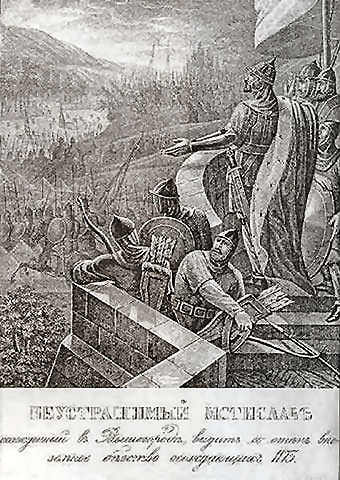
Мстислав I Володимирович
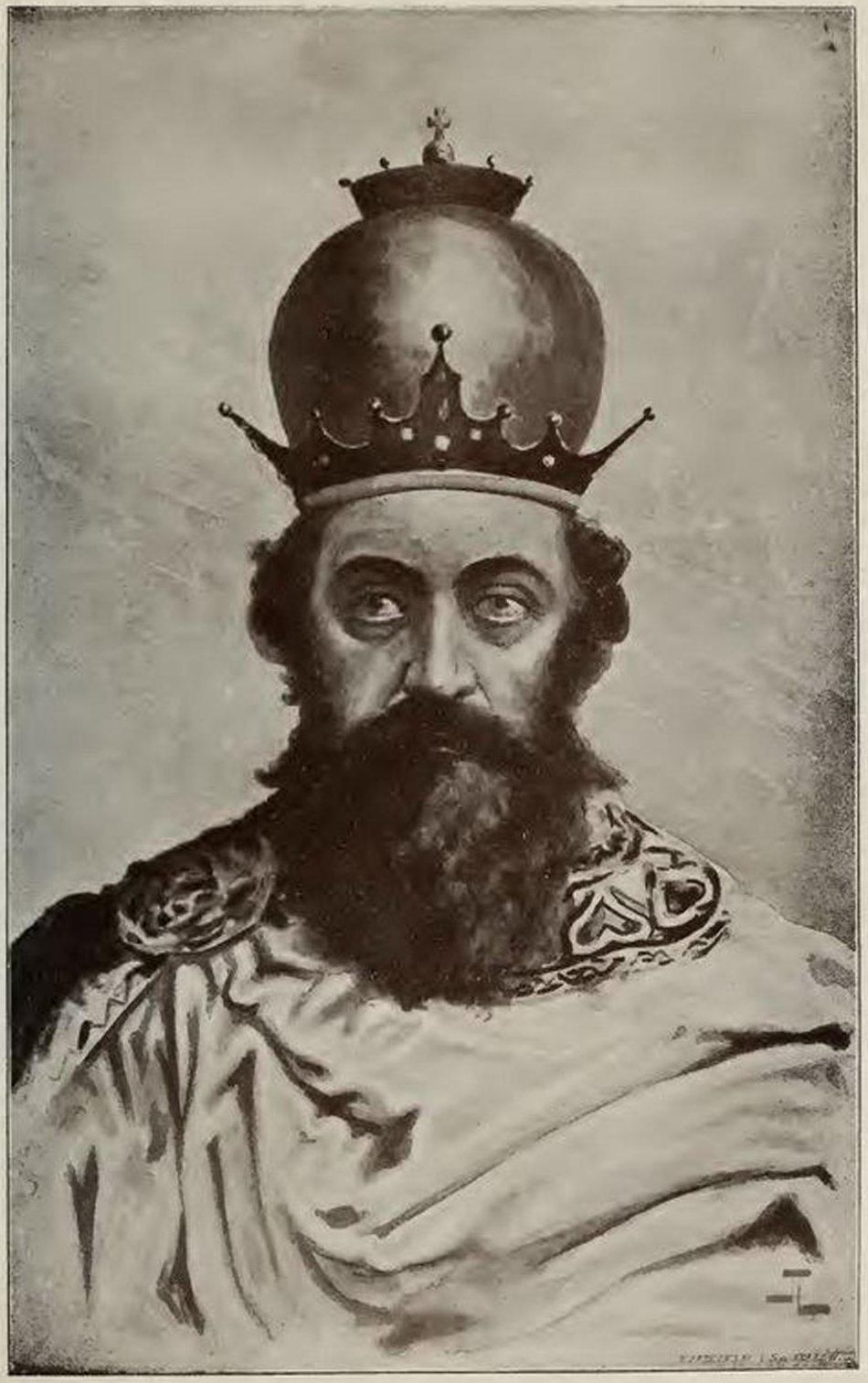
Данило Галицький

## Епоха Українського Відродження
Свій культурний розквіт Київська Русь втратила у боротьбі з монголо-татарами, литовськими, польськими, угорськими феодалами. Гнобителі українського народу намагалися навернути його до католицької віри, витіснити із вжитку українську мову, культурні надбання. Та саме колоніальний гніт пробудив українців. Після Люблінської унії 1569 року український народ потрапив ще у складніші умови. Православна шляхта увійшла в союз з міщанами і шукала порятунку у козаччині та в освіті.

### Братства
В 80-х роках XVI столітті в Україні виникають братства. У 1585 році у Львові було засновано Успенське братство.
Наприкінці XVI — на початку XVII столітті братства з'явилися в більшості міст Галичини, Холмщини, Підляшшя. У 1589 році братства сформувались в Рогатині та Красноставі, в 1591 р. — у Бресті та Городку, в 1592 р. — у Комарні, в 1594 р. — у Любліні, близько 1615 р. — у Києві (Богоявленське), а близько 1617 р. — у Луцьку (Чеснохрестське). На початку XVII століття відзначалися активністю братства в Дрогобичі, Перемишлі, Більську, Холмі, Замості, Бережанах. Виникали братства також в окремих селах. Братства засновували школи й госпіталі для бідноти й утримували їх власними засобами.
Засновниками Київського братства були представники духовенства Захарія Копистенський, Тарас Земка, Ієзекіїль Курцевич та шляхтичка Гальшка Гулевичівна, жінка мозирського старости Стефана. Ця шляхетна жінка надала великий фундуш Київському Богоявленському монастиреві й заснувала при монастирі у 1615 році братську школу.

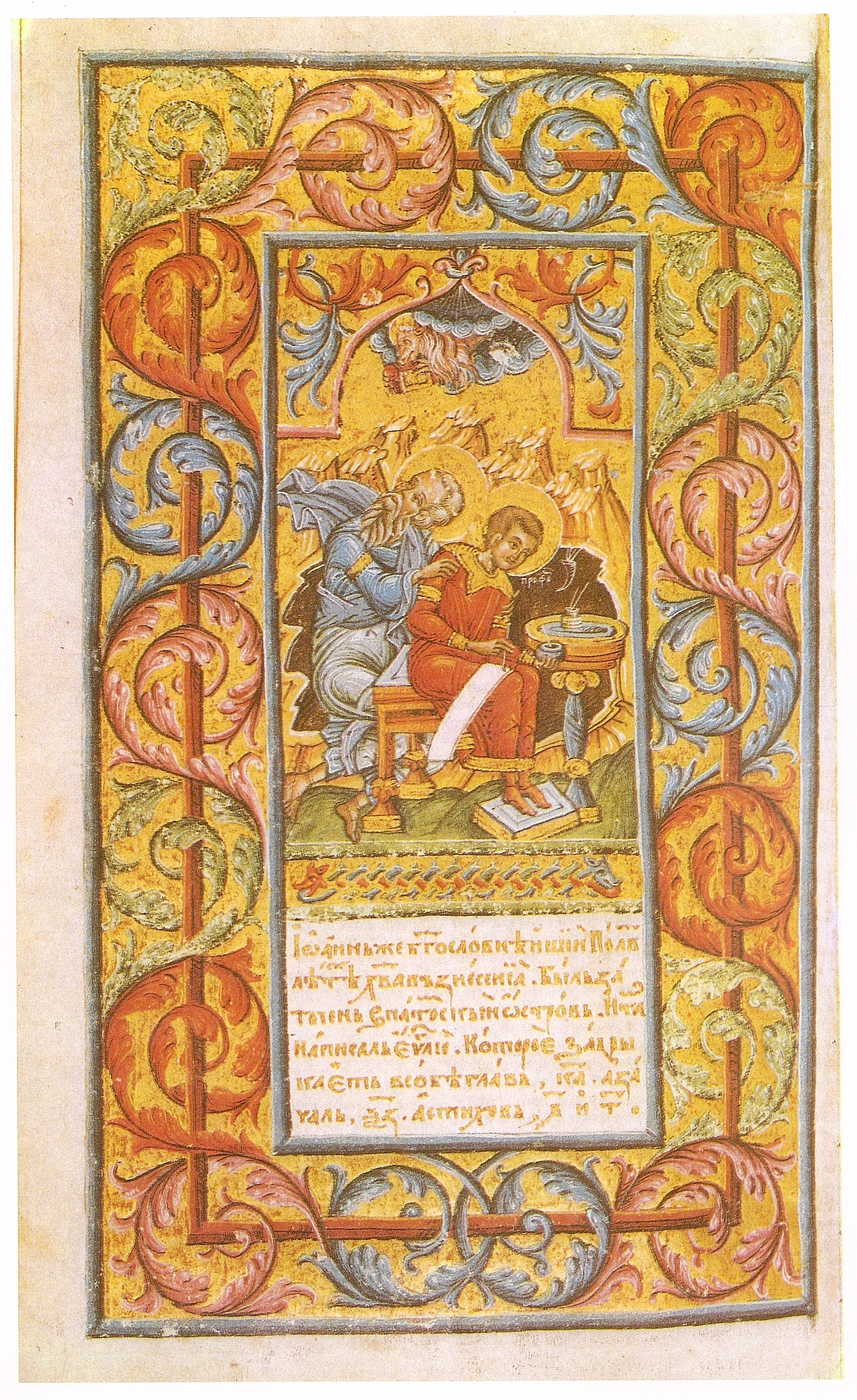
Пересопницьке Євангеліє

### Жінки-меценатки
У давніх грамотах зберігаються відомості про пожертви на добродійні цілі князів та міщан, зокрема таких, як Красовський, Лангиш чи Корнякт. Серед цих благодійників часто зустрічаються і жіночі імена. Серед українських шляхтичів були меценати українського друкарства і шкільництва. Григорій Ходкевич, гетьман литовський, у своєму маєтку Заблудові дав у 1568 р. притулок вигнаним з Москви друкарям Івану Федорову й Петру Мстиславцю; князь Юрій Слуцький, в 1560-х роках заклав у себе в Слуцьку школу й друкарню.
Княжна Анастасія Юріївна Гольшанська, в одружені Заславська, організувала за власний кошт переклад Пересопницького Євангелія у 1556–1561 роках. Сестри, княжни Олена (Олена Горностаєва) й Софія Чарторийські, приблизно у 1597 році стали фундаторками Пересопницького монастиря. При монастирі було заснувано шпиталь для недужих вбогих та школу для дітей селян. Проявили свою жертовність також шляхтички: Раїна Ярмолинська, Ганна Гойська. Раїна Ярмолинська заснувала Загаєцький монастир, а Ганна Гойська відновила монастир в Почаєві і заклала фінансову основу його подальшої діяльності. Раїна Могилянка Вишневецька підтримувала православну віру, надавала допомогу Густинському, Мгарському, Ладинському монастирям. Сестра Раїни Вишневецької, Марія Могила, яка заснувала Манявський Скит у Галичині в пам'ять про сестру.

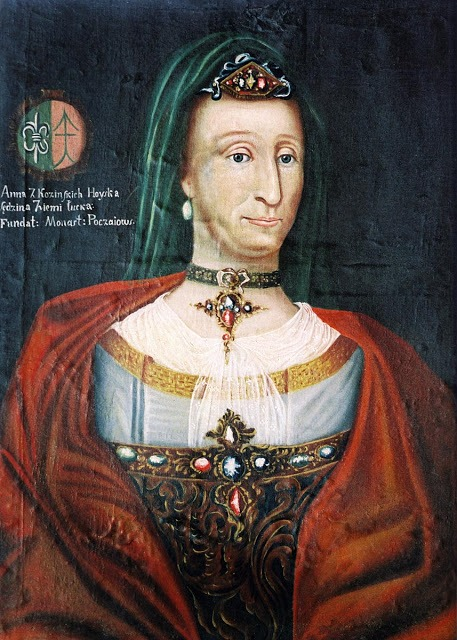
Ганна Гойська
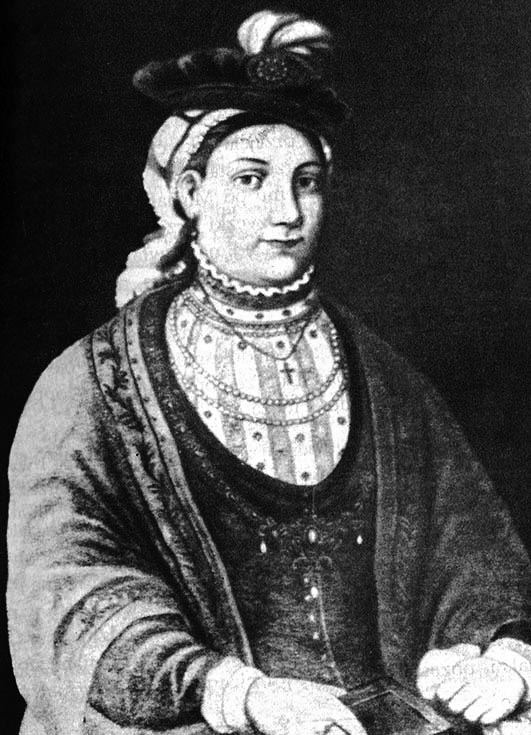
Вишневецька Раїна

### Острозькі
Прославився в XIV–XVI столітті своєю меценатською діяльністю рід Острозьких. Серед них імена Костянтина Івановича Острозького та його молодшого сина Василя (Костянтина) Острозького.

### Костянтин Іванович Острозький
Князь Костянтин Острозький був дуже багатою людиною. Уславився князь і як захисник православної віри, даючи щедрі пожертви на храми. Князем було споруджено дві церкви у Вільно, а в Острозі заснував монастир Святої Трійці. Острозькі постійно підтримували великими грошовими пожертвуваннями Києво-Печерський монастир. Костянтин Іванович у 1516 р. з дружиною Тетяною видав монастиреві нову грамоту, в якій підтверджувалось: «Небожчиця матка і теща моя, княгиня Семеновая Юр'євича Настасья (Гольшанська), придала двор свой на Волиню Городок іс приселки». В полі зору Острозького був і Дерманський монастир, ктитором якого був його дід. Митрополит Іларіон писав:
|  | «Пожертвам князя, малим і великим, не було кінця». |

На монастирі князь дарував коштовний посуд, облачення, хрести, рідкісні рукописи. Православне духовенство, в знак пошани захисника і мецената, поховало Костянтина Острозького в Києво-Печерській лаврі в Успенському соборі. Тут же було поховано і його дружину.

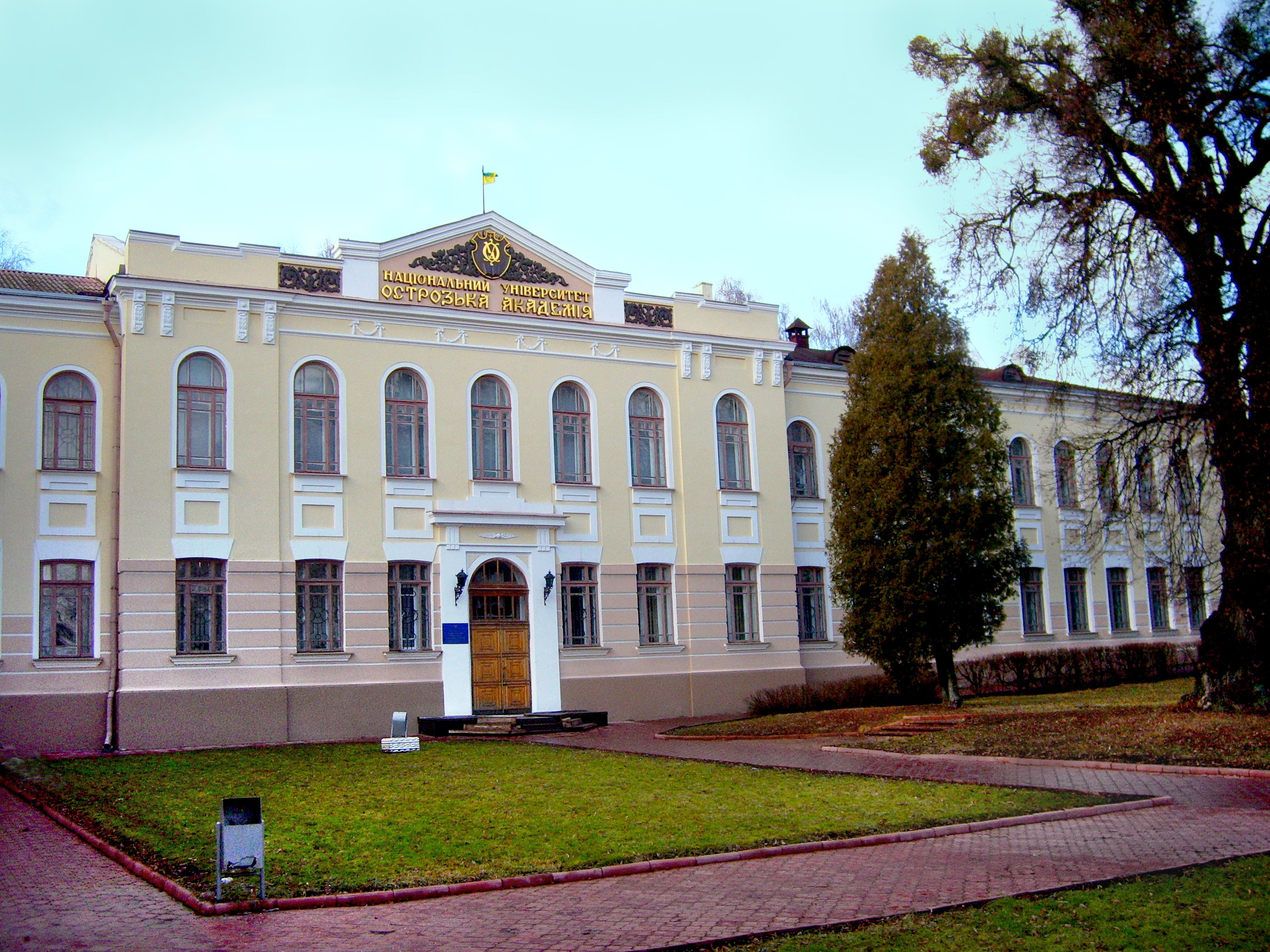
Острозька Академія

### Василь Костянтин Острозький
Князь Костянтин (Василь) Острозький засновував школи по містах і містечках та заснував Острозьку Академію і подарував багату бібліотеку. За свій кошт відсилав в Європу найкращих випускників академії, які продовжили своє навчання у Падуї, Венеції, Варшаві, Кельні. В академії навчали не тільки грецькою та латиною, а давньоруською мовою. Захарія Копистенський у своєму панегірику називав Костянтина Острозького першим між усіма князями руської землі,
|  | «славою і світочем ясносвітлого королівства Польського, благородним захисником православ'я, покровителем Києва і Лаври». |

В Острозі, разом з академією, було закладено друкарню, де вперше надруковано Біблію та ще 25 книг. Для утримання друкарні Острозький передав свої маєтки. У 1582 році він збудував монастир Святої Трійці в Острозі, при ньому були шпиталь і школа.
Митрополит Іларіон зазначає:
|  | «Великоможний магнат, один раз навіть перший кандидат на польський королівський престол, князь Острозький ніколи не брав королівського привілея на свою друкарню, друкував вільно, що хотів, і ніхто не посмів спинити його діяльності». |

Завдяки діяльності князя-мецената Острозького Острог став освітнім центром України того часу. Після смерті Острозького у 1608 році, Острозька Академія намагалась зберегти свій рівень, та до неї вже проникали єзуїти.

### Петро Конашевич-Сагайдачний

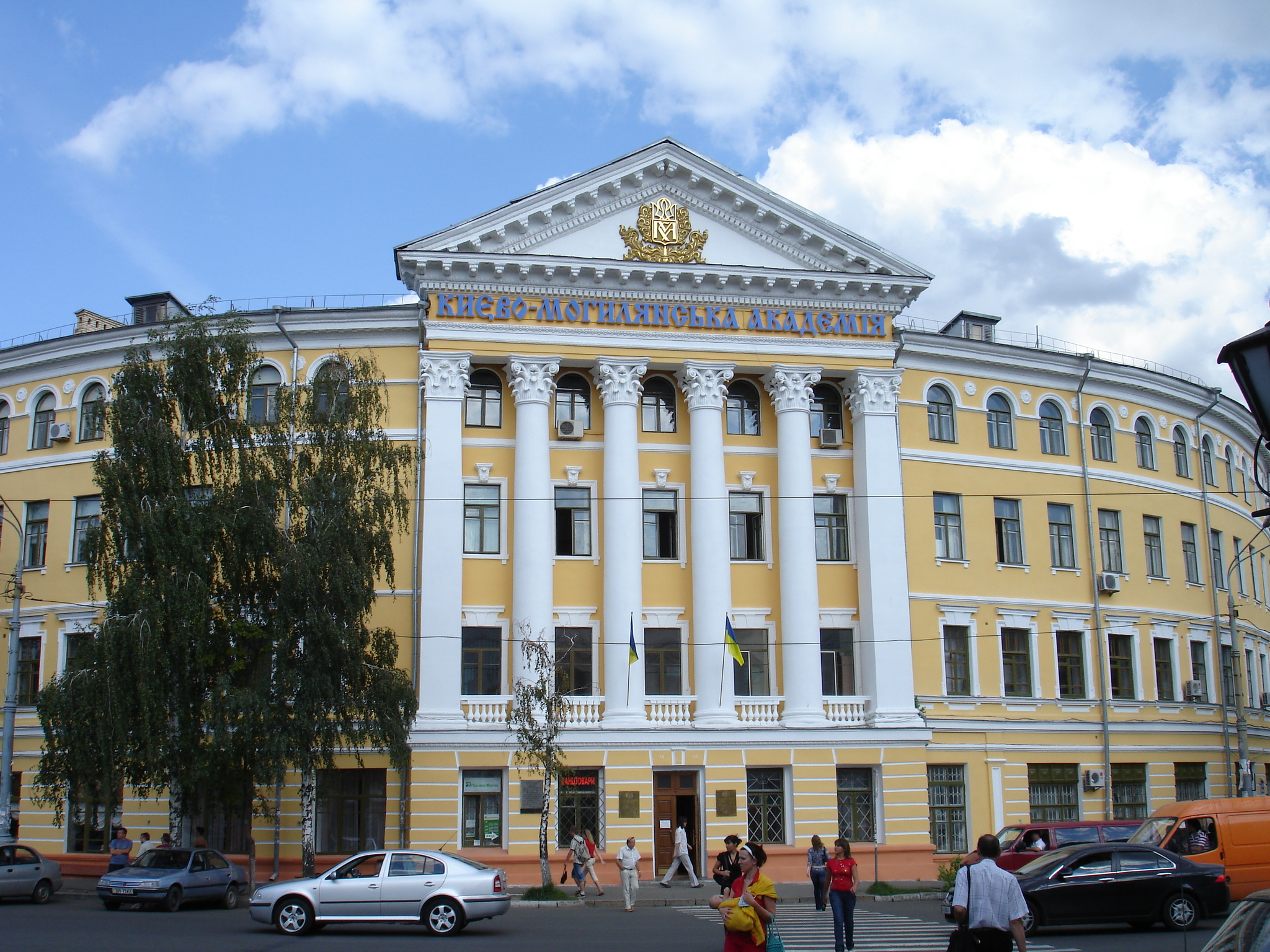
Національний університет «Києво-Могилянська академія»

Петро Конашевич-Сагайдачний багато уваги приділяв релігійним та культурним справам України. З його діяльністю пов'язують заснування Київської колегії, яка згодом перетворилася на знамениту Києво-Могилянську академію. Сам він був випускником Острозької Академії. Він опікувався Київським та Львівським братством. До Київського Братства він увійшов разом з усім Військом Запорозьким, пожертвувавши кілька тисяч польських злотих на відновлення Богоявленського монастиря та підтримку братської школи. Також надавав матеріальну підтримку школам, був ктитором та фундатором Братського Київського монастиря, надавши йому заможні села. Львівському братству заповів півтори тисячі золотих червінців. Піклувався і про інші монастирі, церкви і школи. У заповіті Петро Сагайдачний наказував нажите ним майно, яке було не малим, віддати на науку
|  | «...на науку і на навчання діток християнських при церкві Успіня Пречистої Богородиці, на виховання бакалаврів учених й на вічні літа задля пожитку їхнього офірував». |

Діяльність Сагайдачного оцінив Володимир Антонович:
|  | «Своїм політичним тактом Сагайдачний був чоловік видатний для свого часу і вельми корисний для народного діла. Вернувши Україні її споконвічний громадський виборний лад у церковному та світському житті, що виходив з інстинктів українського народу, Сагайдачний додав народові сили до дальшої боротьби, а разом із тим і змоги вести ту боротьбу». |

### Петро Могила
Серед українських меценатів виділяється ім'я Петра Могили — київського митрополита, який вклав значні засоби у культурно-релігійні цілі. Ним було оновлено київські святині: реставровано св. Софію, Михайлівський Видубецький храм, церкви Трьохсвятительську й Спаса. У 1631 році Петро Могила відкрив Лаврську школу, яка злилась з братською у 1632 р. і перетворилась на колегію за типом вищих західноєвропейських шкіл. Петро Могила був проректором колегії. Сам Петро Могила вважав це своїм найбільшим досягненням. У передмові до «Анфології» в 1636 році він писав: 
|  | «З божою допомогою, постаравшись в міру моїх слабких сил на кошти мого сімейного майна відновити гімназію, тобто київські школи... я постачав, постачаю і дуже бажаю з допомогою царя небесного до кінця свого життя постачати школи книгами, вчителями, засобами для утримання бідних студентів» |

Помираючи, Петро Могила у заповіті передав колегії все своє майно, кошти і цінності — бібліотеку, будинки, дворові місця на Подолі, половину худоби і інвентаря зі свого хутору Непологи, село Поздняківку, більше 80 тис. злотих, срібний посуд, свою одежу митрополита і митру, прикрашену сімейними дорогоцінними каменями, хрест і навіть тканини — на одяг студентам і просив берегти колегію як єдину заставу його земного життя.

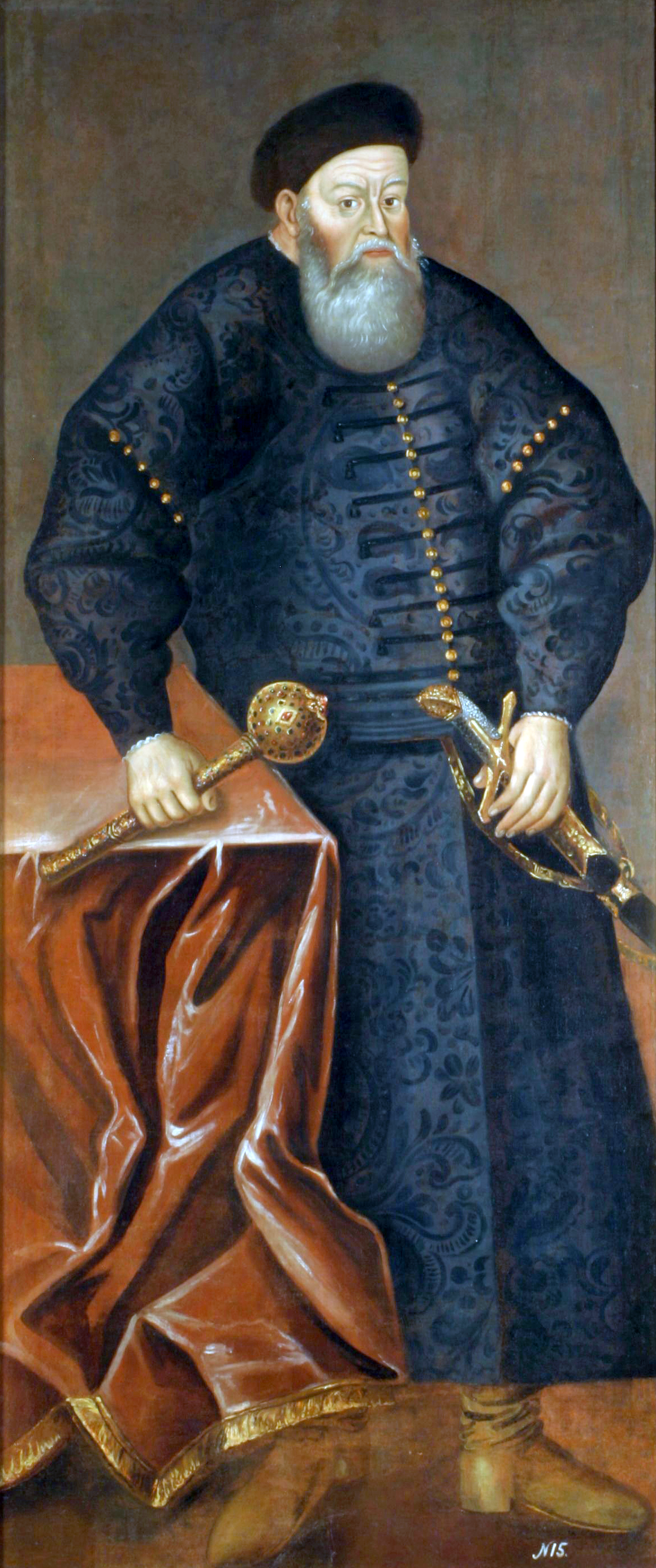
Острозький Костянтин Іванович
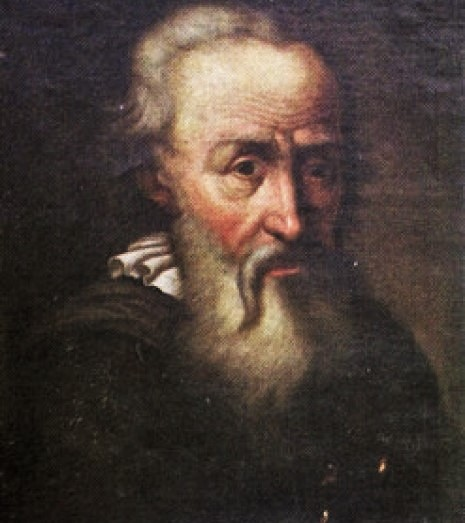
Василь Костянтин Острозький
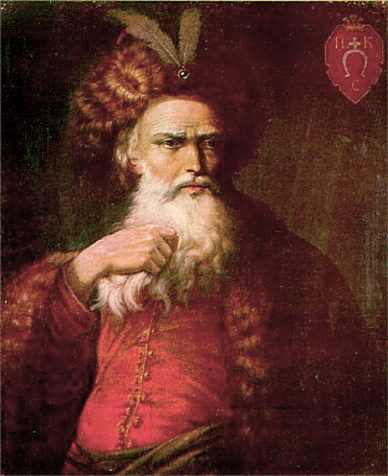
Петро Конашевич-Сагайдачний
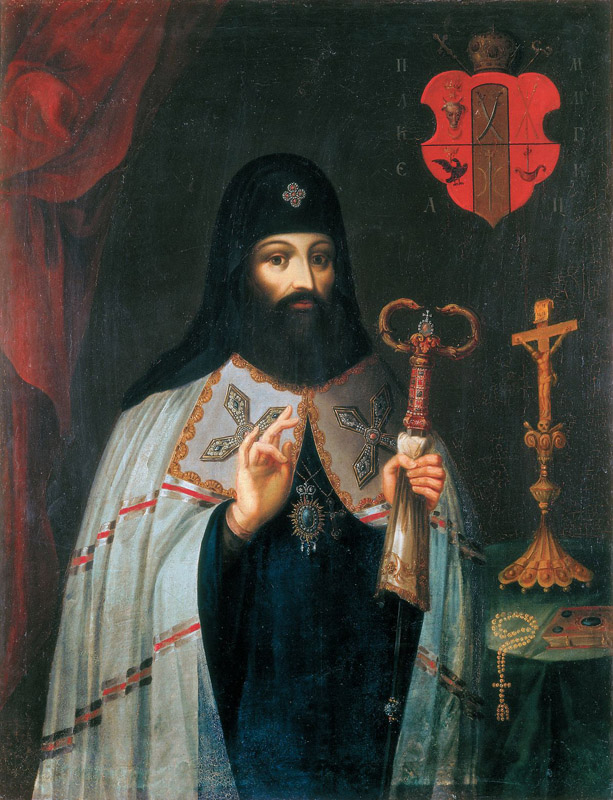
Петро Могила

## Меценатство періоду Гетьманщини

### Іван Мазепа

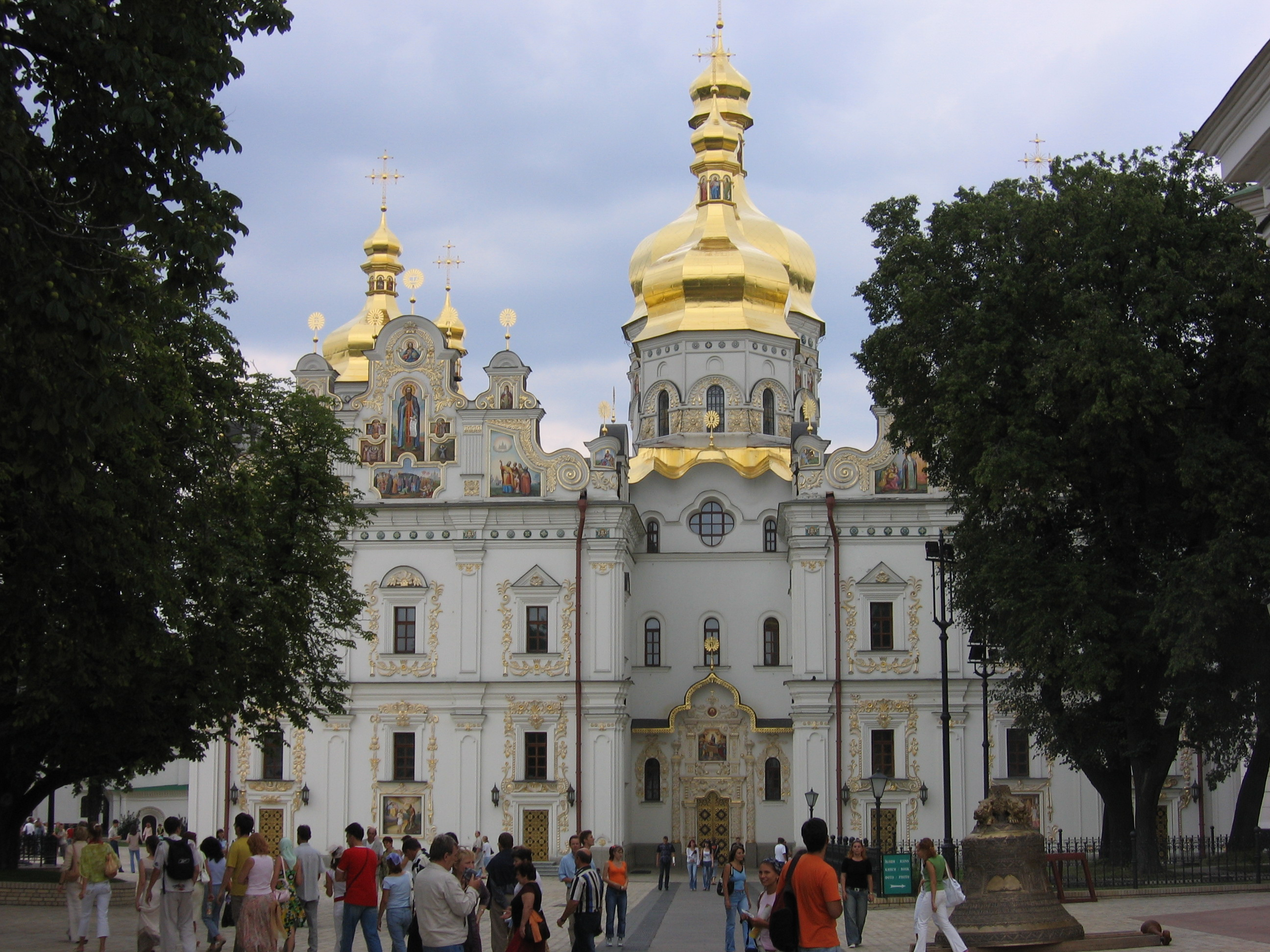
Успенський собор, розбудований І. Мазепою

В історії гетьманської держави на Лівобережній Україні виділяється Глухівський період (1708–1782 рр.). Діяльність гетьманів сприяла «золотій добі» українського барокового мистецтва. Зокрема це проявилось у архітектурі. Гетьман Самойлович особисто давав вказівки архітекторам, які виконували його замовлення і під свою опіку взяв Мгарський, Чернігівський Троїцько-Іллінський, Густинський монастирі. Гетьман Іван Мазепа витратив на будівництво та реставрацію церков, храмів, монастирів суму, яка була більша як 10 річних бюджетів Гетьманщини. Наявність фамільного монастиря — була ознакою престижу гетьмана.
Іван Мазепа опікувався літературою, наукою, мистецтвом. Завдяки гетьману, Київсько-Могилянський колегіум у 1701 році отримав статус «академії». Для цього навчального закладу він виділяв постійно кошти. Коли гетьман помер, то козацька старшина у Бендерах точно і не підрахувала суму, яку витратив гетьман на меценатські потреби у "побожному намірі на будову багатьох церков і монастирів, на милостині… ".
Гетьмана наслідували полкові старшини: Кочубей, Дунін-Борковський, Манієвський, Лизогуби та ін. Вони за свій кошт будували храми, замовляли малярам свої портрети, а штрихарі вирізували гравюри з метою звеличення меценатів.
Федір Ернст стверджує, що доба Мазепи характеризується надзвичайним піднесенням у всіх галузях мистецтва: в архітектурі, різьбі, малярстві, гравюрній орнаментиці, прикладному мистецтві. Дерев'яне будівництво в добу Мазепи припиняється майже зовсім, бо тогочасні меценати українського мистецтва — гетьман і козацька старшина — виявляли 
|  | "великий хист до будування камінних церков — ніби просячи Бога простити їм не завжди чисті шляхи, якими вони здобули свої багатства. Колосальну кількість будівель вивів на свої кошти сам Мазепа". |

Крім архітектури, Мазепа приділяв увагу і книгам. У Батурині у нього була власна бібліотека, вражений якою був французький дипломат Жан Ба Моз, побувавши у Батурині. Богдан Лепкий в епопеї «Мазепа» описав враження царя Петра І та його соратників, коли вони побачили в бібліотеці Мазепи унікальні, розкішні видання латинських, німецьких та французьких книг з філософії, історії, збірок європейської поезії.
Книгами він обдаровував бібліотеку Могилянської академії. Лубенському монастирю подарував два Євангелія, переяславській кафедрі при Вознесенському монастирі — Пересопницьке Євангеліє. Іван Мазепа допоміг Антону Радивиловському видрукувати «Венец Хрістовь», а Завруцькому — твір «Мысленный Рай», при цьому Мазепа нагородив його ще й селом Чорториєю (Чертироги Глухівського повіту). "Канонь Пресвятой Богородиці Осмогласній ", який було надруковано у 1696 році в Печерській Лаврі, містить на останній сторінці напис, де називає Мазепу «благодетелем святыя обытели Печерскія Кієвскія». І це не останні факти в покровительстві книг.

### Меценатство Розумовських
Родина Розумовських також зробила вагомий внесок у культуру України.
Найбільшу пам'ять про свій рід Розумовські залишили у будівництві собору Різдва Богородиці (1752–1763) в Козельці, де похована його фундаторка Наталія Дем'янівна Розумовська, мати Олексія та Кирила. Козелецький собор, збудований за проектом В.Растреллі і вважається зразковим витвором стилю бароко.
Тарас Шевченко в повісті «Княгиня» писав:
|  | «Город Козелец не отличается своею физиономиею от прочих своих собратий, поветовых малороссийских городов (…) Словом, городок ничем не примечательный; но проезжий, если он только не спит во время перемены лошадей или не закусывает у пана Тихоновича, то непременно полюбуется величественным храмом грациозной архитектуры растреллиевской, воздвигнутым Наталией Розумихою, родоначальницею дома графов Разумовских. В шести верстах от Козельца, в селе Лемешах, в бедной хатке на сволоке, или балке, читаешь: «Сей дом соорудила раба Божия Наталия Розумиха 1710 року Божого». А в Козельце в величественном храме читаешь на мраморной доске: «Сей храм соорудила графиня Наталия Розумовская в 1742 году». Странные два памятника одной и той же строительницы!». |

Родині Розумовських належить і побудова будинку полкової канцелярії в Козельці. На своїй батьківщині Олексій Разумовський залишив Трьохсвятительську церкву, збудовану над могилою батька Григорія Розума.
Розумовський Андрій, син Кирила Разумовського, був російським дипломатом, меценатом. У Відні він мав власний струнний квартет, був знайомий з Л. Бетховеном. Коли отримав у 1803 році спадщину, створив картинну галерею та прекрасний палац.

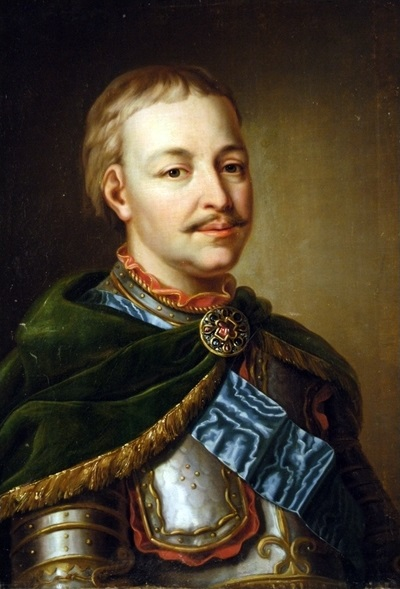
Іван Мазепа
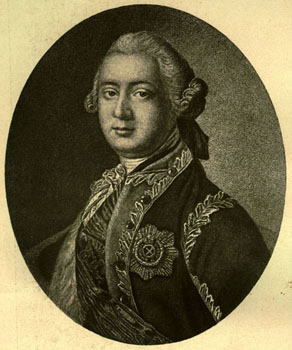
Розумовський Олексій Григорович
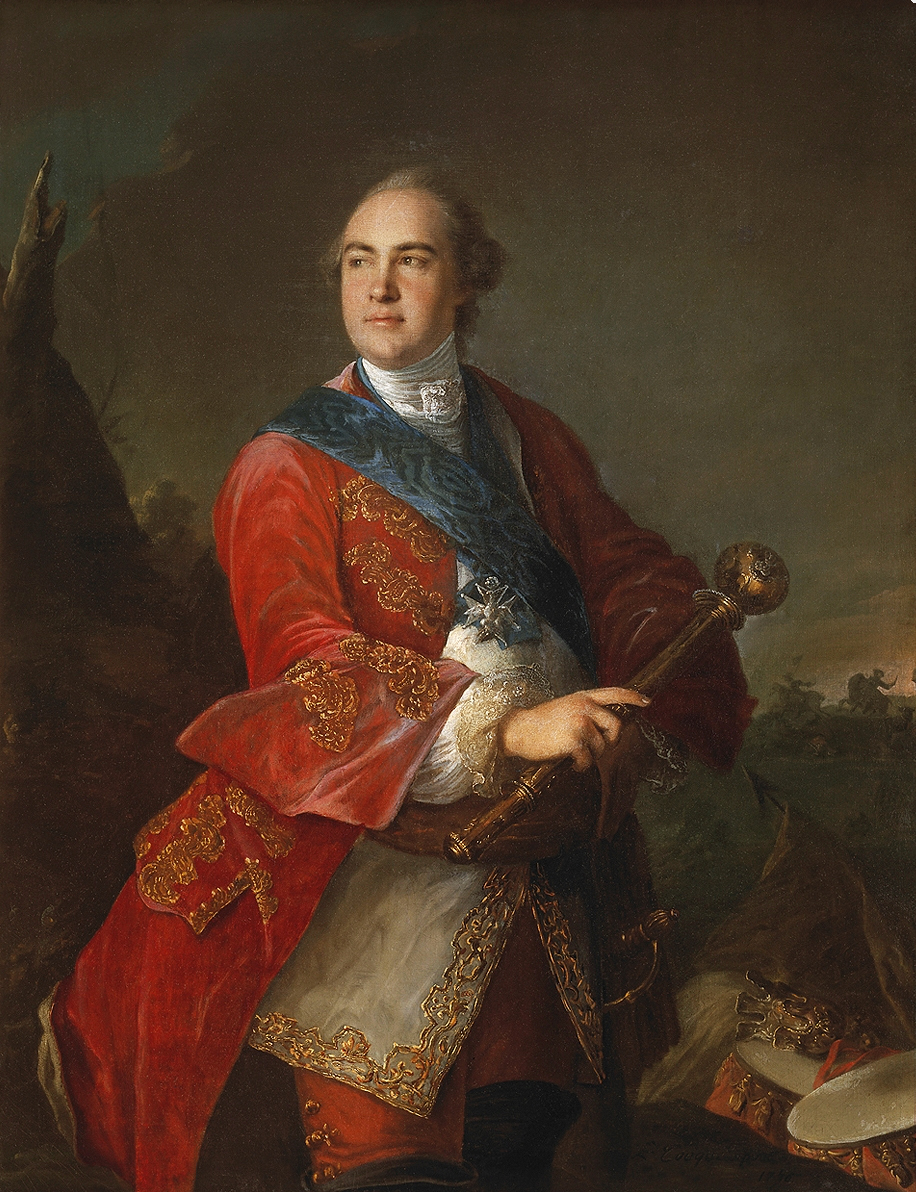
Розумовський Кирило Григорович

## Меценати XVIII— початку XIX століття
Серед меценатів, що належали XVIII — XIX століттю і зробили внесок у розбудову культури, імена канцлера Російської імперії О. Безбородька, козака — вельможі Д.Трощинського, меценатки з козацького роду Єлизавети Милорадович та Григорія Галагана. Милорадович Єлизавета Іванівна очолювала Добродійне Товариство у Полтаві, утримувала його власним коштом та надала садибу.

### Трощинський Дмитро Прокопович
Неоціненну допомогу сім'ї Гоголів-Яновських надав Трощинський Дмитро Прокопович, допомігши Василю Гоголю-Яновському отримати освіту і зробити перші кроки по службі. Дмитро Прокопович щорічно платив за навчання Гоголя-молодшого в Ніжинській гімназії 1200 рублів сріблом. Мати Миколи Гоголя Марія Іванівна писала Д. Трощинському:
|  | «Прийміть від мене, безкорисливий благодійник, подяку в сім слабкому вираженні, змоченому сльозами, що виникають від почуттів мого серця, наповненого безмежною до вас відданістю і найдосконалішою повагою, яку, засвідчуючи вам від всього нашого сімейства, маю честь бути вашою всеуклінною слугою». |

Трощинський шанував українську старовину, у Кибенцях заснував приватний театр, у місті Кагарлик звів палац, заснував бібліотеку і посадив великий парк. Меценат підтримував Я. Маркевича, В. Капніста, В. Боровиковського, став одним із ініціаторів видання «Енеїди» І. Котляревського.

### Григорій Галаган
Григорій Галаган, як земський і громадський діяч багато зробив для освітнього розвитку та матеріального добробуту населення. Він відкрив у Прилуцькому повіті Сокиренецьке ощадно-позикове товариство; в 1876 р. склав детальний план початкового навчання в Прилуцькому повіті, який був цілком прийнятий земством і завдяки якому Прилуцький повіт за кількістю учнів займав в 1870-х і 80-х роках перше місце в губернії. У тому ж році Галаган пожертвував садибу в селі Дехтяр для побудови ремісничого училища, яке існує і понині. У Києві 1 жовтня 1871 р. винятково на кошти Галагана (у пам'ять померлого його сина Павла) було відкрито колегію Павла Галагана — закритий навчальний заклад. Ним видано: «Збірка етнографічних матеріалів, що стосуються Малоросії»; «Южноруські пісні з голосами» (видано в 1857 р.); «Детальний опис малоросійської вертепної драми в тому вигляді, як вона збереглася в селі Сокиренцях» («Київська Старина» за 1882 р.)

### Сім'я Алчевські
Сім'я Алчевських підтримували східні регіони України в розвитку територій Донбасу.

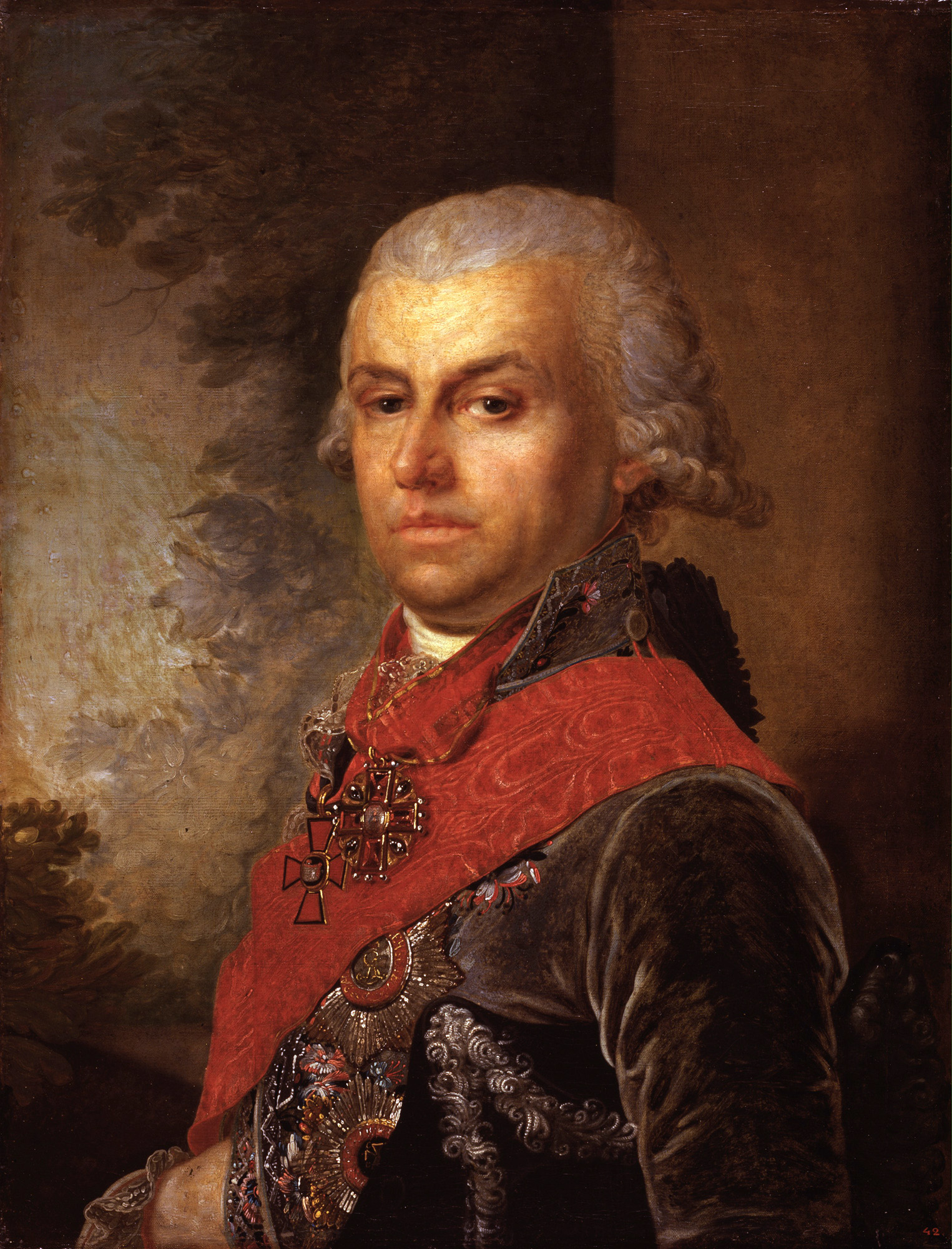
Трощинський Дмитро Прокопович
Милорадович Єлизавета Іванівна
Ґалаґан Григорій Павлович
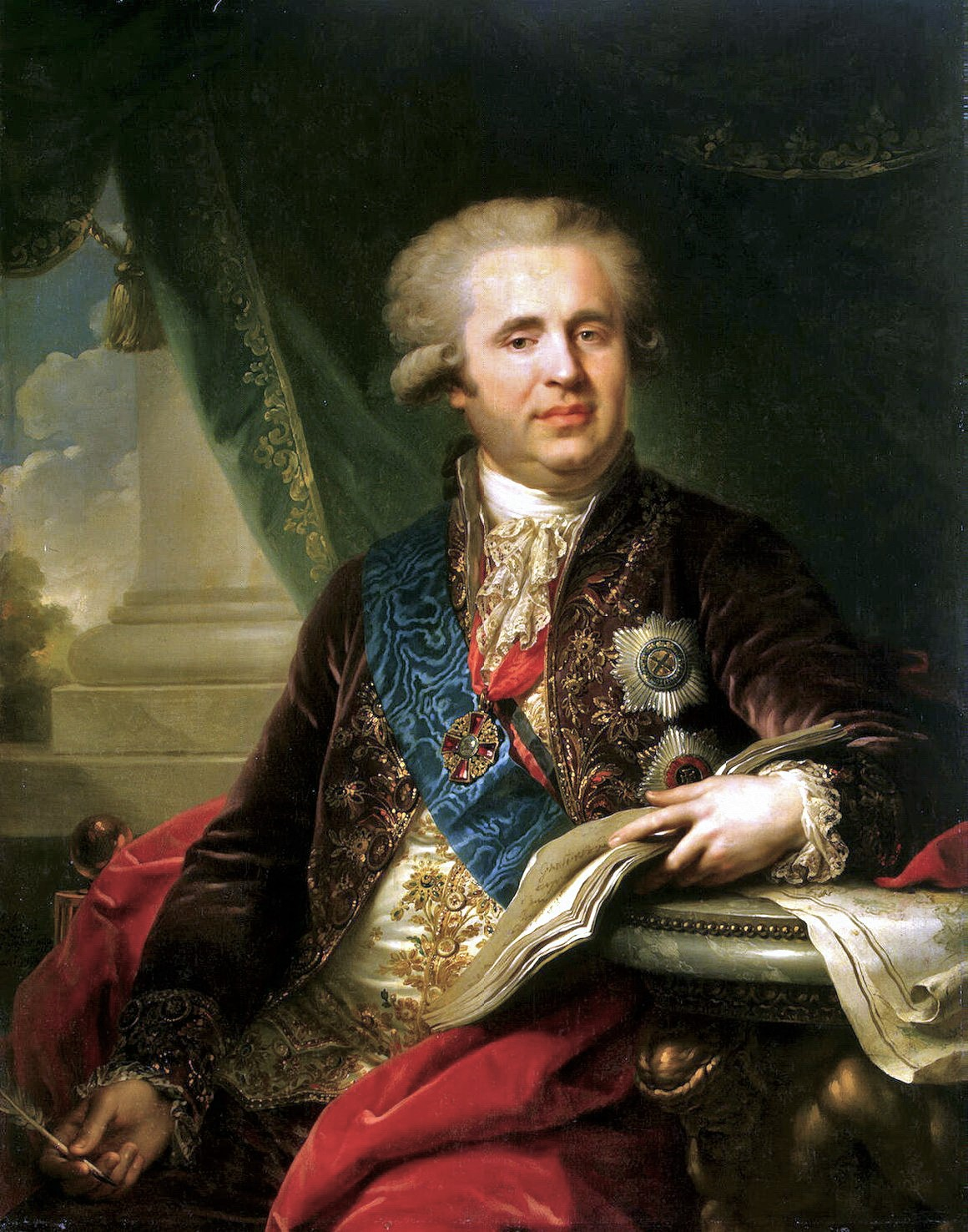
Безбородько Олександр Андрійович

## Українські благодійники та меценати кінця XIX— початку ХХ століття
Кінець XIX — початок ХХ століття називають «золотою добою» українського меценатства. В кінці XIX — початку ХХ століття внаслідок соціально-економічних перетворень, викликаних відміною кріпацтва, розвитком ринкових відносин та підприємництва відбувається активізація суспільно-культурної діяльності. Розширилось і поле діяльності меценатів. Вони робили вигідні замовлення художникам, оплачували їх закордонні творчі поїздки, купляли твори мистецтва з виставок, засновували власні галереї, залучали до співпраці діячів культури та мистецтва. Виробилась своєрідна система так званого «малого меценатства», яка сприяла зібранню мистецької спадщини в приватні колекції. Серед таких приватних колекцій, колекції О. М. Алфьорова, К. М. Скаржинської, Б. Г. Філонова, І. І. Шараневича. Під час виставки церковної старовини в Петрограді збирались кошти потерпівшим у Першій світовій війні солдатам. До виставки долучились і українські колекціонери: Б. І. Ханенко представив хрести, ікони із свого зібрання, О. О. Бобринський — емалі. В свою чергу, митці не вважали за сором звернутись з проханням про фінансову допомогу до меценатів.
В цей час меценати представляють дві групи: фундатори та організатори. Меценати пропагували свої надбання, поширювали наукові знання, утворювали благодійні фонди. Наприклад, до бібліотеки Київського Товариства охорони пам'ятників старовини і мистецтва Б. І. Ханенко передав шість томів власних «Старожитностей Придніпров'я». Подружжя Ханенків видало також каталог власної колекції «Зібрання картин італійської, іспанської, фламандської, голландської та ін. шкіл» (1899). Меценати Львова В.Дідушицький, А.Потоцький, Л.Сапега заснували доброчинну організацію ім. К.Шайнохи з метою допомоги науковцям та літераторам. Досить популярним стає садове меценатство. У родових маєтках збирались предмети декоративно-прикладного мистецтва, картини, скульптури, бібліотеки.
Самі ж садиби були шедеврами садово-паркового й архітектурного мистецтва. Митців зустрічали у садибах Тарновських — Качанівка та Мотовилівка Миколи Кондратьєва — Низи, княгині Наталії Григорівни Яшвіль — Сунки та Княгинино тощо.
Зростає допомога школам, лікарням. Крім того, поширюється соціальне благодійництво. Меценати піклуються про жебраків, покинутих дітей, безпритульних, глухонімих, людей похилого віку, хворих.
Розширились і шляхи передачі коштів на благо закладів освіти. Це були духовні заповіти, стипендіальні фонди, пожертви благодійним організаціям і земствам. У деяких випадках заповідачі прохали присвоїти його ім'я запровадженому ним закладу.
В цей час активну участь у благодійності беруть і жінки. Вони виступають опікунами освітніх закладів або головами благодійних товариств. Багаті спадкоємниці Марія Браницька та А. Д. Гавриленкова побудували в своїх маєтках храми, церковно-приходські школи, лікарні. Жінки з родини Терещенків, О. Н. та Н. В. Терещенко були членами Ради Київського Відділу Кураторства Імператриці Марії Федорівни про глухонімих.

### Скоропадський Іван Михайлович
Серед громадських діячів, меценатів початку XIX століття вирізняється Іван Михайлович Скоропадський. У 1865 році Скоропадський став головою Прилуцької повітової училищної ради, і почав займатися меценатською діяльністю в сфері освіти та науки. У 1867 році Іван Скоропадський заснував пансіон для підготовки народних учителів, учнями цього закладу могли стати тільки сільські діти, найкращі випускники сільських училищ. Всі вони були на особистому забезпеченні Івана Михайловича. Потім меценат заснував перше в місті жіноче початкове училище. При його фінансовому сприянні було відкрито безліч шкіл і гімназій. В особняку Івана Скоропадського місяцями жили письменники, художники, музиканти. У Тростянці писав свої картини Микола Ге — він намалював портрети Скоропадського і всіх членів його сімейства. Крім того, саме завдяки Івану Скоропадському, в Україні з'явився один з найкращих дендрологічних парків Європи — Тростянецький парк, куди з усіх кінців світу були звезені екзотичні рослини, дерева і кущі.

### Ханенки
Ханенко Богдан Іванович був українським промисловцем, колекціонером, меценатом.
Сім'я Ханенків володіла цінною колекцією творів мистецтва і зібранням букіністики. Богдан Іванович одним з перших почав збирати давньоруські ікони. Крім того, він зіграв ключову роль у заснуванні Київського художньо-промислового і наукового музею, відкритого в 1904 році. В цей час колекція Ханенків представлена в Державному музеї західного і східного мистецтва (Музей мистецтв імені Богдана та Варвари Ханенків).

### Тарновський Василь Васильович
Тарновський Василь Васильович (молодший) був щедрим меценатом українських культурних ініціатив: зокрема, допомагав «Київській Старовині» в 1890-х рр.. і київському історичному музею. У його садибі — Качанівці — збиралися видатні діячі української культури: Костомаров, Куліш, Вовчок, Лазаревський, часто бували в гостях знамениті російські живописці Ілля Рєпін та Микола Ге. Саме колекція Василя Тарновського спонукала Рєпіна написати знамените полотно «Запорожці пишуть листа турецькому султану».
Тарновський зібрав велику колекцію козацько-гетьманської музейної та архівної старовини і створив унікальну збірку Шевченкіади. Видав альбом з фотографіями офортів Шевченка, каталог своїх музейних колекцій, альбом гетьманів («Історичні діячі Південно-Західної Росії» В. Антоновича і В. Беца). Василь Тарновський товаришував з Тарасом Шевченком, допомагав йому. Меценат після смерті поета подбав про облаштування його могили в Каневі. Тарновського називають батьком-засновником Музею українських старожитностей (зараз — Чернігівський державний історичний музей).

### Микола Терещенко
Українським підприємцем і меценатом був і старший син засновника династії Терещенків — Артемія Яковича Терещенка — Микола Терещенко. Склавши капітал, Микола починає активно займатися меценатською діяльністю. Він фінансово підтримував Перше комерційне училище, Політехнічний інститут, Києво-Подільську жіночу гімназію, Міський музей старожитностей і мистецтва, Пироговську лікарню. Саме завдяки меценату Терещенку у Києві з'явився «ОХМАТДИТ» (Спочатку — «безкоштовна лікарня цесаревича Миколи для чорноробів»). За внесок у розвиток Києва в 1892 році Микола Артемович отримав звання почесного громадянина міста.

### Харитоненко Іван Герасимович
Харитоненко Іван Герасимович виділяв величезні суми на благодійність. Завдяки йому були побудовані Сумський дитячий притулок, гуртожиток для студентів Харківського університету, Харківське духовне училище, Сумське духовне училище, кілька церков. Іван Харитоненко був нагороджений золотою медаллю на Анненській стрічці за пожертви на створення в Сумах громадської пожежної команди, отримав орден Святої Анни за меценатську допомогу в будівництві Сумської міської лікарні.

### Кониський Олександр Якович
Український письменник, перекладач Кониський Олександр Якович був також громадським діячем, меценатом. У Полтаві, де Олександр Якович служив, він не тільки організував недільні школи, а й сам писав для них книги. Пізніше свій полтавський досвід він застосував у Києві, заснувавши в місті кілька недільних шкіл. Як член Київської міської ради, Олександр Кониський лобіював впровадження української мови в школах, видавав популярні на той час книги і підручники («Українські прописи» (1862), «Арифметика, або щотніця» (1863), «Граматка або перша читанка Задля початку вчень» (1882). Кониський був одним із засновників Літературного товариства ім. Тараса Шевченка у Львові. Заснував у Києві видавництво «Вік», в якому були опубліковані більше 100 книжок українською мовою.

### Євген Чикаленко
Говорячи про українське меценацтво, не можна обійти ім'я Євгена Чикаленка. Меценатство для Чикаленка було найголовнішою справою. У нього був принцип: «Треба любити Україну не лише до глибини душі, а й до глибини власної кишені». Багато благодійних актів було зроблено для розвитку української мови. Є. Чикаленко покровительствував Данилові Мордовцю, а коли той написав українську історичну повість «Дві долі», виділив йому тисячу карбованців. Письменник відмовився від гонорару і на ці гроші Львівське Наукове товариство ім. Т. Шевченка заснувало фонд ім. Д. Мордовця для допомоги українським письменникам. Допомагав журналові «Київська старовина», оплачуючи статті, які там друкували дописувачі. Тут з'явились твори Коцюбинського, Винниченка, Яновського та ін.. Особливо Чикаленко цінував історичні твори про український народ. Коли М. Грушевський звернувся до громадськості зібрати гроші на будівництво Академічного дому для студентів-українців у Львові, для цієї справи Євген Харлампійович виділив 25 тис. крб. Щойно у 1905 році було видано царський маніфест про свободу слова, як Чикаленко став ініціатором українського тижневика. Цим виданням стала газета «Рада». В складних умовах довелось навіть заставити майно, але газета існувала. Коли проживав у Перешорах, допомагав сусіднім селянам, продаючи їм дешево землю.

### Симиренки
Про родину Симиренків можна сказати, що це родина промисловців-цукроварів, конструкторів, власників заводів, пароплавів, вченних-садівників, меценатів. Початок родині дав Федір Симиренко, який із трьома братами Яхненками заснував фірму «Брати Яхненки і Симиренко». Будуючи на Черкащині завод для обробки буряків, спорудили лікарню на 150 ліжок, шестикласну школу, театр, газове освітлення. У голодному 1830 році годували десять тисяч селян.
Протягом 40 років Симиренки передавали одну десяту своїх доходів на розбудову української культури. Вони фінансували журнали «Україна», «Рада» та ін. Матеріально підтримували М. Драгоманова, М. Коцюбинського. Свій маєток ціною близько 10 млн крб. Василь передав на потреби української культури.

### Могилевцев Семен Семенович

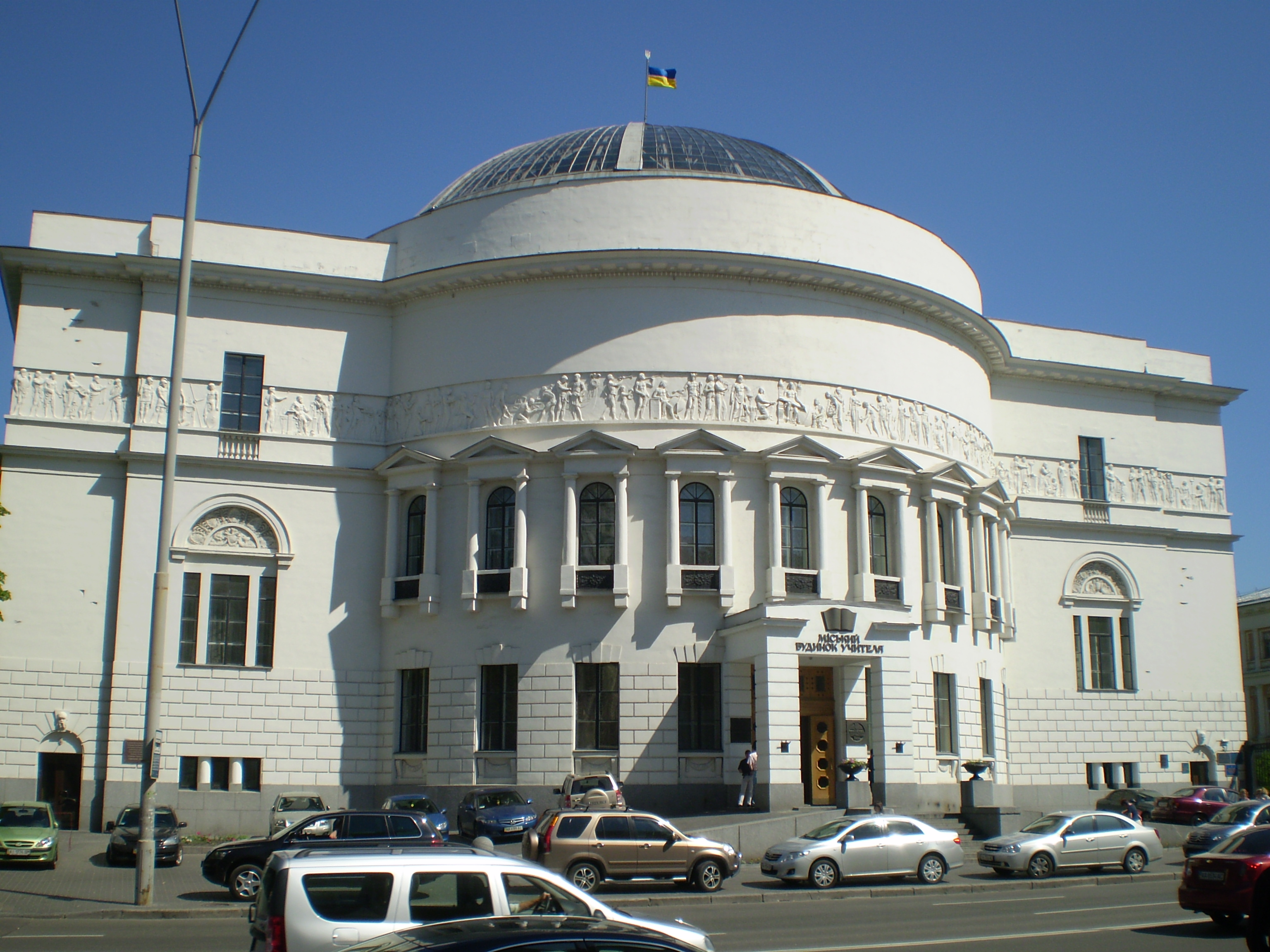
Педагогічний музей (Будинок вчителя)

Промисловець із Брянська Семен Могилевцев, оселишивсь в Києві, зробив багато для розбудови міста за власний кошт. Серед його благодіянь участь у створенні Київського політехнічного інституту, Педагогічного університету ім. Драгоманова та Педагогічного музею. Ним виділялись кошти не тільки на освіту, а й на розвиток медицини та культури у Києві.

### Лазар Ізраїльович Бродський
Бродський Лазар Ізраїльович — меценат, філантроп, займався цукровою промисловістю. Багато коштів витрачав на благодійність і будівництво. На його кошти утримувалась єврейська лікарня в Києві, установи єврейської освіти. Також він фінансував установи загальноміського значення — Бактеріологічного інституту, Бесарабського критого ринку, підтримував розвиток трамвайного сполучення. Саме засобами Бродського була зведена Хоральна синагога, найбільша в Києві. Будівля була зведена в 1897–1898 рр.. у власному маєтку Лазаря Бродського. Також був ініціатором і одним із спонсорів будівництва в Києві Політехнічного інституту.

### Алчевські
Заслуговує визнання і родина Алчевських: Алчевський Олексій Кирилович, Христина Данилівна Алчевська. Олексій Кирилович мріяв про пам'ятник Тарасу Шевченку і, ставши заможною людиною, здійснив свою мрію оригінальним чином. Прохання передової громадськості Росії та України про спорудження пам'ятника Т. Г. Шевченка царським урядом незмінно відкидалися. Тоді А. К. Алчевський на власні кошти замовив (через дружину) відомому скульптору академіку В. А. Беклемішеву бюст поета-революціонера. У 1899 році бюст був встановлений в Харкові в Мироносицькому саду, який належав Алчевським. Білий мармуровий бюст на кам'яному п'єдесталі було добре видно з вулиці через ґрати саду. Це був перший пам'ятник великому Кобзарю. Серед інших актів благодійності: лікарні, бібліотеки, недільні школи в Сумах. За сприяння Христини Данилівни Алчевської недільні школи виникли у багатьох містах України та Росії. Христина Данилівна побудувала на свої кошти школу в сусідньому з Юр'ївкою селі Олексіївка, надавала матеріальну допомогу Василівській та іншим школам. Під керівництвом Алчевської створені навчальні посібники, які схвально зустріла прогресивна громадськість.

### Олександр Данилович Тульчинський
У 1884 році в Умані народився Олександр Данилович Тульчинський — відомий київський колекціонер, меценат. Захоплювався колекціонуванням. Першими в його приватне зібрання надійшли роботи А. А. Маневича. Згодом Тульчинський зібрав значну колекцію творів А. Куїнджі, К. Коровіна, М. Врубеля, А. Бенуа, М. Реріха, Л. Туржанського. Пізніше передав частину своєї колекції до Київської національної картинної галереї.

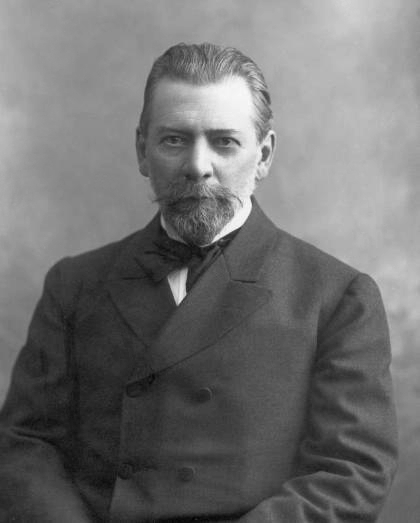
Ханенко Богдан Іванович
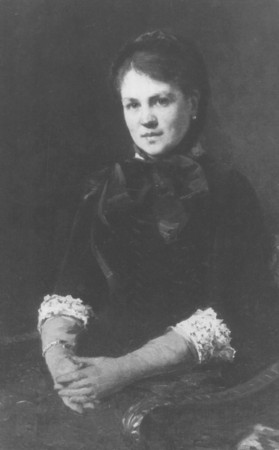
Ханенко Варвара Ніколівна
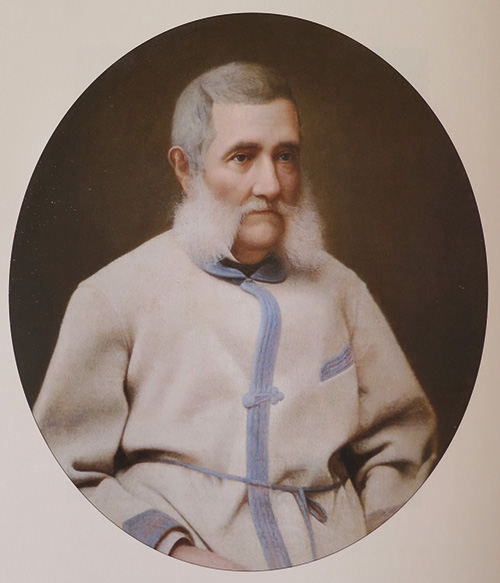
Скоропадський Іван Михайлович
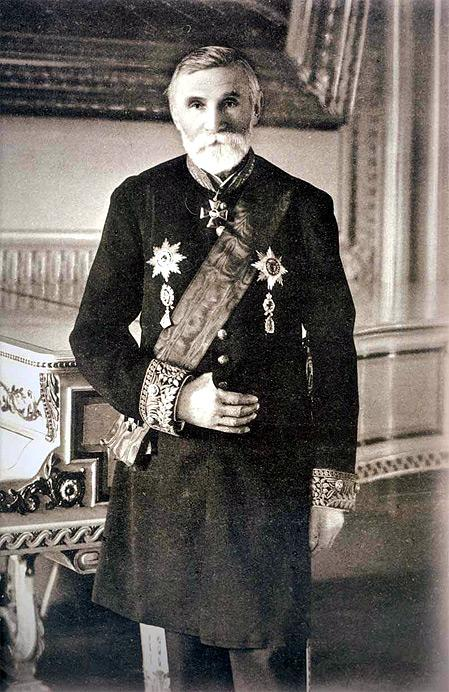
Терещенко Нікола Артемійович (молодший)
Кониський Олександр Якович
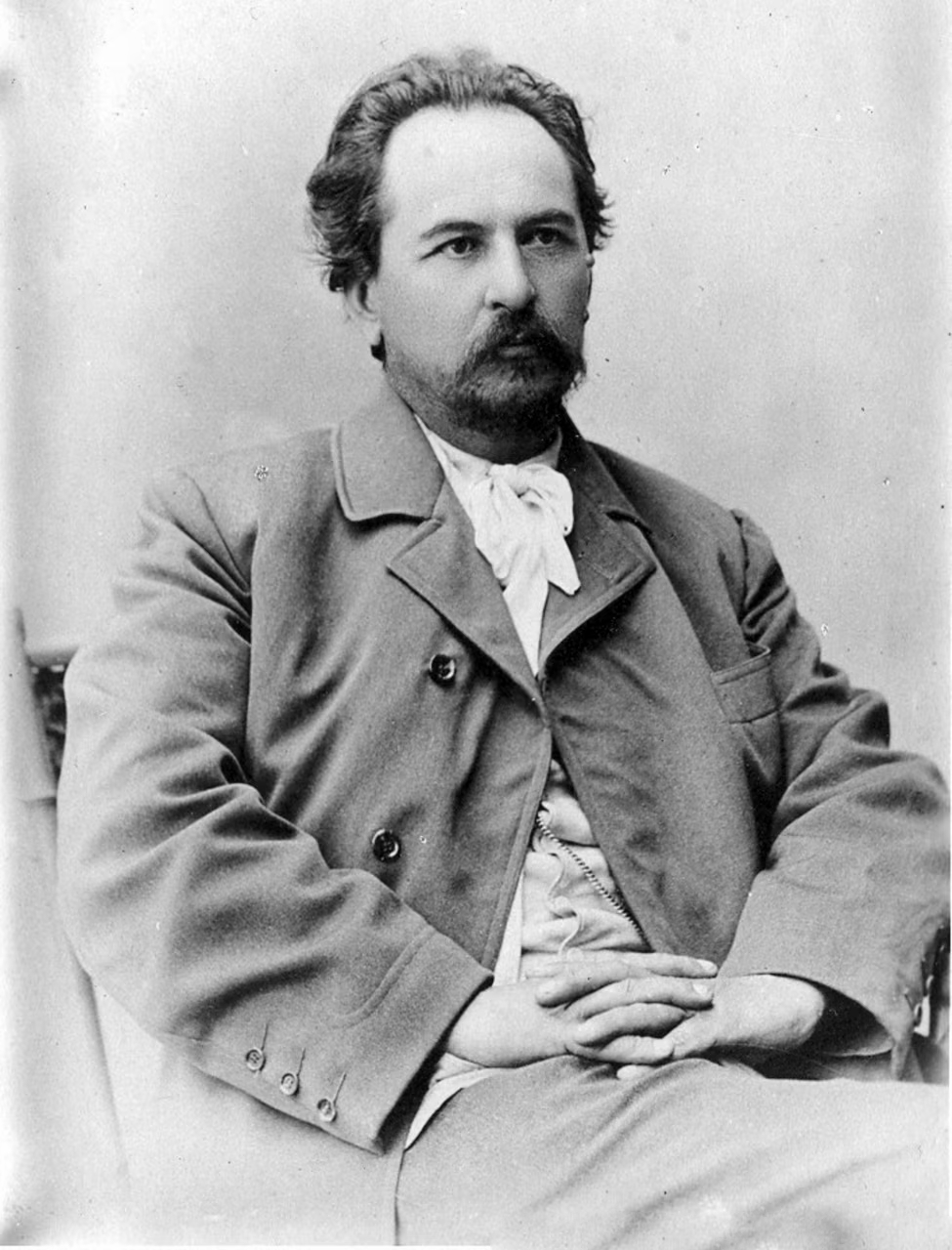
Чикаленко Євген Харламович
Симиренко Платон Федорович
Симиренко Василь Федорович
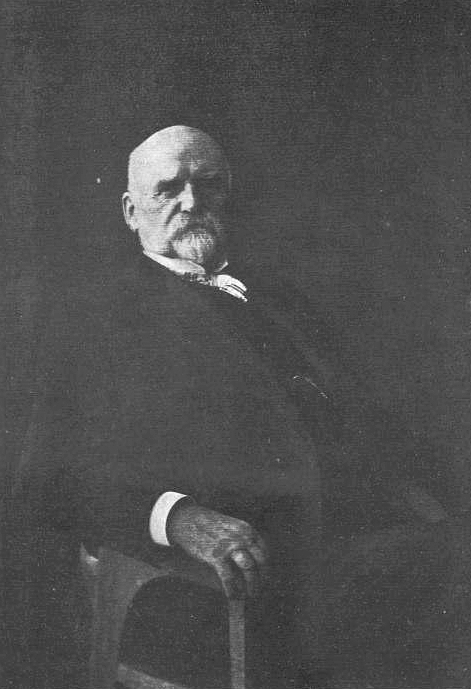
Могилевцев Семен Семенович
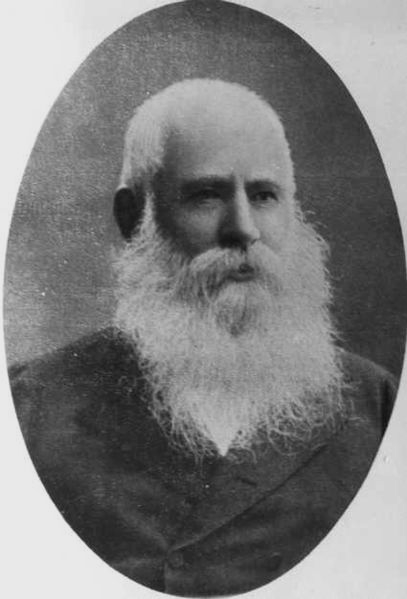
Бродський Ізраіль Маркович
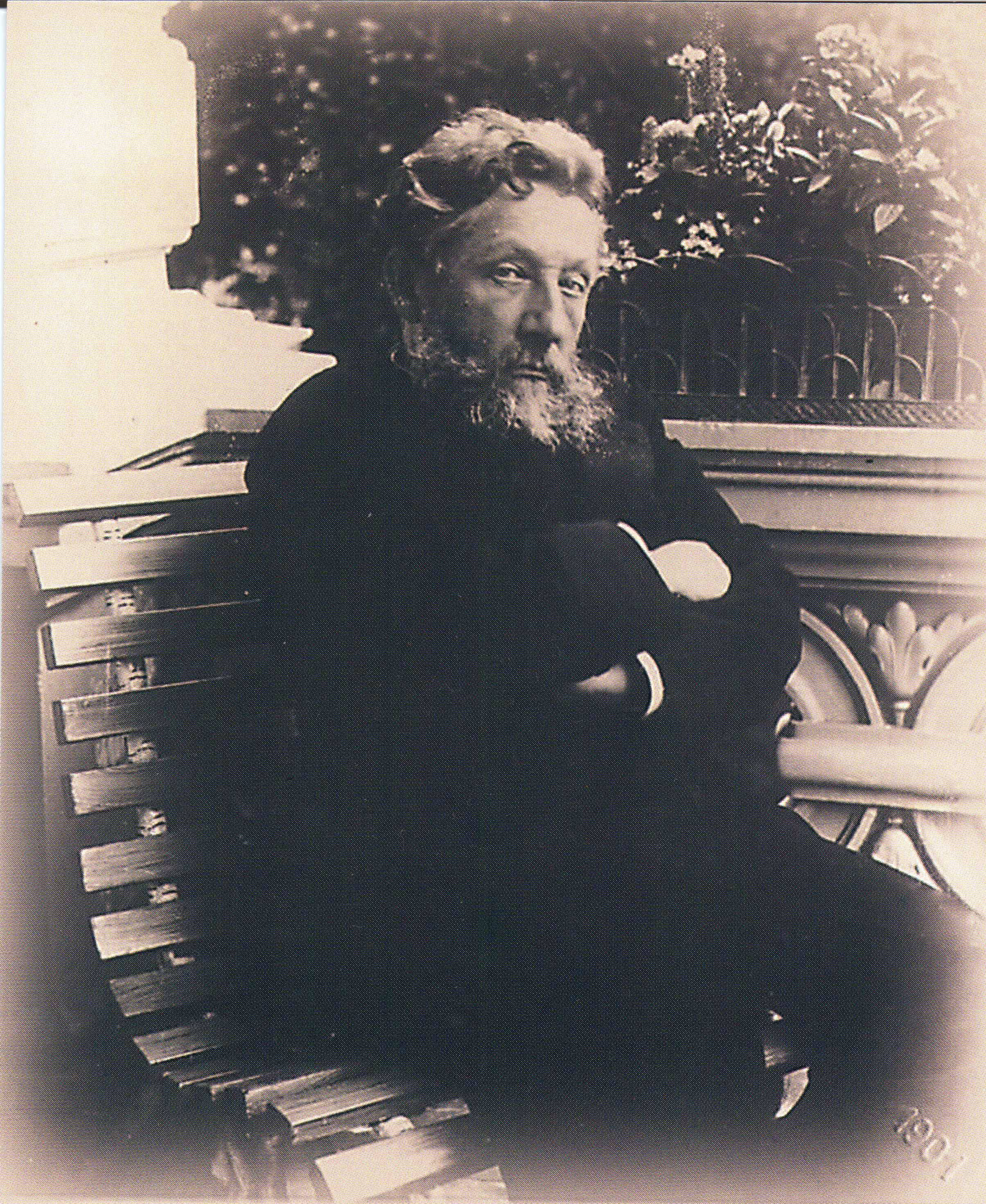
Алчевський Олексій Кирилович

## Меценати на Галичині
Меценацтво було поширене і на землях, які підлягали Австрійські короні. Графом Станіславом Скарбеком було збудовано найбільший у Європі XVIII століття драматичний театр (нині це театр імені Марії Заньковецької), австрійським бароном М.Гіршом було запроваджено фонд на користь єврейських шкіл в Галичині. Софія Ганель, митрополит Андрей Шептицький та інші сподвижники щедро ділились з народом своїми коштами. Не викликає сумніву і діяльність «Руської трійці».

### Федорович Володислав
Федорович Володислав — галицький громадський діяч, меценат. Опікувався «Просвітою», фінансував археологічні розкопки. Колекціонував перлини народного мистецтва, заснував школу виробництва килимів. Зібрав на батьківщині у с. Вікно зразки народного мистецтва. Тут же ним було засновано школу та виробництво килимів.

### Андрей Шептицький
Митрополита Андрея Шептицького називали «духовним главою українського народу».
Петро Біланюк, доктор богослов'я, написав про Шептицького: «Без перебільшення можемо ствердити, що ціла перша половина XX століття в історії Української Церкви і Народу стоїть під знаком великого Митрополита Андрея. Кожне велике діло в західних областях України або започатковував, або благословив і підтримав наш український Мойсей». Крім захисту інтересів української церкви, А. Шептицький займався меценацтвом. Митрополит був фундатором першої української фахової господарської школи в Західній Україні, опікувався «Просвітою», при якій бул засновано у 1910 р. однорічну рільничу школу. Школі було надано не тільки приміщення для навчання, а й господарські будинки, сільськогосподарські знаряддя й машини, дослідні поля, ставки, пасіки, худобу. У Львові Шептицьким було засновано «Народну лічницю», єдину українську лікарню. Андрій Шептицький опікувався сиротами, тому у 1917 р. для українських сиріт було засновано Фонд митрополита Андрея Шептицького. Раніше відкрилися ним засновані сиротинець, бурса й притулок для вбогих. Серед цих та інших благодійних справ, найбільшим культурним досягненням митрополита був Український національний музей у Львові, який було засновано у 1913 році.

### Дідушицький Володимир
Дідушицький захоплювався колекціонуванням рідкісних зоологічних, ботанічних і мінералогічних експонатів. У 1857 році перевіз свої колекції до Львова, в 1880 році подарував їх, разом з побудованим на той час музеєм, місту. Музей графа Дідушицького був відомий у Східній Європі і славився унікальними зборами природних багатств, фольклору та старожитностей Галичини. У музеї була також археологічна колекція і та зібрання золотих прикрас VIII–VII ст. до нашої ери, але в 1940 році золото було вивезено до Москви, де безслідно зникло. Зараз приватні колекції Дідушицького складають основу зібрань Державного природничого музею НАН України та Музею етнографії у Львові.

### Товарницький Іван
За ініціативою Товарницького Івана у Львові було створено український професійний театр «Руська бесіда». Він збирав колекції, підтримував коштами монастирську дівочу школу у Львові. У своєму заповіті відвів вечику частину коштів Успенській церкві у Львові.

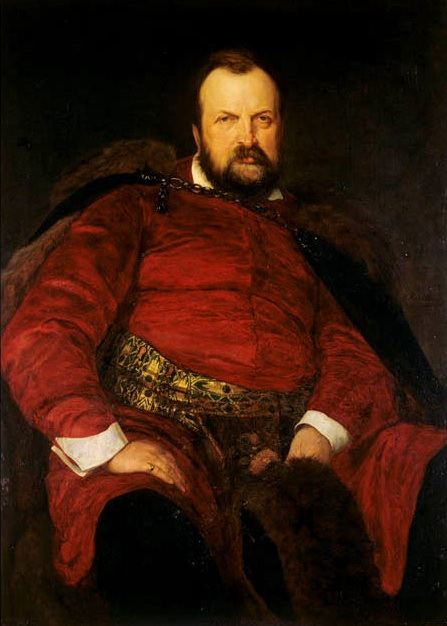
Дідушицький Володимир
Станіслав Скарбен

## Меценати 30-80-х років ХХ століття

### Павло Платонович Потоцький
Павло Платонович Потоцький — генерал, учасник Першої світової війни, колекціонер, меценат. Походив із старовинного старшинського козацького роду з Полтавщини. У 1926 році передав свою колекцію, яку перевіз до Києва, Наркомосвіти України. Його колекція створювалася протягом 40 років і нараховувала близько 17 тисяч томів, 15 тисяч гравюр і літографій, більше 300 картин з історії вієн, а також добірку західноєвропейських видань XVII–XIX століть з історії України, види і карти України, особисті речі та малюнки Т. Шевченка, архів А. Єрмолова, старовинні меблі, зброю, монети та інше. Був заарештований, як білогвардієць у 1938. Помер того ж року в «чорному вороні» перед воротами Лук'янівської в'язниці внаслідок пережитих знущань, у віці 81 рік. Після цього спеціальною постановою, затвердженим наркомом внутрішніх справ УРСР Успенським, зібрання Потоцького було вилучено і передано «у власність держави» — фактично розкрадено.

### Родина Рильських
Серед українських шляхтичів, які повернулись лицем до українського народу є родина Рильських.
Тадей Рильський господарював у Романівці сорок років. Вивчивши цивільні закони, давав безкоштовні юридичні консультації селянам, складав потрібні папери, виступав адвокатом в судах. У своєму будинку утримував православну церковнопарафіяльну школу, пізніше збудувавши для неї окреме приміщення, оплачував учителя і сам учителював. Максим Тадейович Рильський також відзначений своєю доброчинністю. Вже будучи депутатом, вирішував безліч питань, з якими до нього звертались люди. Також Максим Тадейович намагався отримати від уряду кошти на будівництво сільських шкіл, підтримував талановитих юних музикантів і художників, досвідчених письменників зі сталінських концтаборів. Саме завдяки клопотанням Рильського знайшлося місце в Ірпіні Григорію Кочуру і Дмитру Паламарчуку.

### Давид Лазаревич Сігалов
Як видатного колекціонера, мецената слід згадати київського педіатра Давида Лазаревича Сігалова. Все життя Давид Сігалов присвятив колекціонуванню картин, передавши їх потім в дар Київській картинній галереї.

### Володимир Косовський
Косовський Володимир Іванович — лікар, поет, громадський діяч. Свою доброчинність проявив у допомозі Іванові Макаровичу Гончару, який збирав на Фастівщині старовинні речі. Ним, у хаті, де жив Стеценко, було засновано меморіальний музей композитора. Для цього використав не тільки державні гроші, а власні. У Львові підтримував родину українського патріота Михайла Сороки, з яким відбував покарання у Воркуті, наражаючи себе на небезпеку. Піклувався встановленням пам'ятника на фастівському кладовищі молодому поету Андрію Кравцю-Кравченку, який загинув у 1943 році у 18-річному віці. Також впорядкував його збірку вірші «Тризуб».

## Сучасне меценатство
Сучасне меценатство має досить розвинені форми. Ми маємо приклади особистої благодіяльності та діяльності різних благодіяльних громадських об'єднань: фондів, фундацій та ін. Розвитку меценатства сприяє Закон України «Про благодійництво та благодійні організації» та податкове законодавство, яке визначає пільги тим, хто займається благодійною діяльністю.

### Сергій Тарута
Сергій Тарута є одним із засновників приватного музею національного культурного надбання «Платар», що володіє найбільшим приватним зібранням старожитностей Трипільської доби. За останні роки для людей з обмеженим зором була влаштована виставка Юрія Білака «Доторкнутися і побачити». Також світ побачили виставки: «Велика цивілізація Старої Європи: Кукутень-Трипілля (VI—III тис. до Р. Х.)» у Ватикані, «Православна ікона Росії, України, Білорусі до 1020-річчя Хрещення Русі» (представлено понад 100 раритетів XIV–XIX століть), «Україна — світові» у Варшаві та «Україна: від Трипілля до Київської Русі» в США. Меценат фінансував археологічні та реставраційні роботи на території історико-культурного заповідника «Гетьманська столиця» в Батурині та Міжнародний поетичний фестиваль «Каштановий дім» (проводиться щорічно з 2007 р.) Заснував премію Арсенія та Андрія Тарковських.

### Віктор Пінчук
У 2006 р. створено Благодійний фонд Віктора Пінчука, головою Фонду є Віктор Пінчук, та Центр сучасного мистецтва PinchukArtCentre — найбільший центр сучасного мистецтва в Східній Європі. Серед головних проектів:
- Акція «Година Бути разом», в рамках якої відбувся благодійний концерт сера Пола Маккартні на Майдані Незалежності в Києві.
- Проведено 11 масштабних виставок відомих зарубіжних та українських художників у PinchukArtCentre.
- У 2008 р. заснована Премія PinchukArtCentre— перша загальнонаціональна премія у сфері сучасного мистецтва. Вручається раз на два роки молодим українським художникам (до 35 років).
- У червні 2009 р. PinchukArtCentre представляв Україну на 53-й Венеціанській бієнале. В Українському павільйоні експонувалася виставка Іллі Чичкана (Україна) та Міхара Ясухіро (Японія) «Степи мрійників».
- Підтримка камерного оркестру «Пори року» з моменту його заснування в 1993 р.[22]

### Рінат Ахметов
Рінат Ахметов засновник Благодійних фондів «Розвиток України» та «Ефективне управління». Мету своєї меценатської діяльності бачить у підтримці найважливіших об'єктів української культурної спадщини та в розширенні доступу українських громадян до надбань світової культури. Найважливішими проектами є:
- Завершення реставрації Будинку митрополита на території «Софії Київської».
- Виставка бронзової скульптури з колекції Людовика XIV «Аполлон у кузні Вулкана» — перша виставка, привезена із Лувру в Україну.
- Робота над відновлення Національного музею народної архітектури та побуту в селі Пирогів
- Фінансування вебсайту про архітектуру України «Архітектурний процес».[22]

### Дмитро Фірташ
Дмитро Фірташ засновник благодійних фондів — Фонд "Буковина" та FIRTASH Foundation.
- 2008 року за фінансової підтримки Дмитра Фірташа в Університеті Кембриджа відкрито Програму Україністики[25][26], що має на меті вивчення культурної спадщини України у Великій Британії та поза її межами. З 2010 року програма запрацювала на постійній основі.
- 2008 року в рамках проекту «Зігрій любов'ю дитину»[27] профінансував купівлю житла для 120 багатодітних сімей у Тернопільській та Чернівецькій областях[28].
- 2010 року заснував благодійний фонд DF Foundation. Виділив 10 мільйонів гривень для постраждалих від повені у Чернівецькій області. Заснував Українську стипендіальну програму[29], що надає можливість безкоштовно отримати магістерський ступінь в Кембриджському університеті українським студентам.
- У 2010—2011 роках фінансував будівництво Свято-Троїцького собору[30] Свято-Вознесенського монастиря у селі Банчени Чернівецької області та будівництво студентського містечка Українського католицького університету (УКУ) у Львові.
- 2011 року надав фінансову підтримку другому Міжнародному поетичному фестивалю Meridian Czernowitz, що відбувся у Чернівцях та ювілейним урочистостям з нагоди 70-річчя Богдана Ступки у Києві.
- З 2011 року підтримує розвиток шкільної хімічної освіти[31][32] в рамках спільного проекту із МОНМС України.
- На постійній основі надає благодійну допомогу своїй малій батьківщині селу Синьків, Тернопільської області та районному центру — Заліщикам.
- Надає підтримку професійним театрам та іншим закладам культури[33]. В переліку, зокрема: театр ім. Івана Франка (м. Київ), театр ім. Ольги Кобилянської (м. Чернівці), Дім органної музики (м. Чернівці)[34], Обласний музей (м. Чернівці), театр ім. Миколи Куліша (м. Херсон), театр ім. Леся Курбаса (м. Львів).[35]

### Дмитро Андрієвський
Провідні напрямки меценатської діяльності Дмитра Андрієвського — підтримка театрального та образотворчого мистецтва, поширення культурологічних знань. Ним організовано Міжнародний фестиваль театральних шкіл «Натхнення» в Києві. Меценат фінансував участь Київського національного університету театру, кіно і телебачення ім. І. К. Карпенка-Карого у Всесвітньому фестивалі в Пекіні, проект «Бібліотека мистецтв», встановлення пам'ятника українській поетесі Олені Телізі на території студентського містечка університету «КПІ» (скульптор — Володимир Щур).

### Воронов Ігор
Воронов Ігор — власник однієї з найбільших у Східній Європі колекцій скульптури і живопису, творець Артфонду Воронова. Ним було влаштовано першу в Україні виставку мініатюр Огюста Родена та Олександра Архипенка, експонування творів Олександра Архипенка, Пабло Пікассо, Амадео Модільяні, Альберто Джакометті, Костантина Бранкузі на виставці «Арт-Київ», дні російської культури в Російському музеї «Мистецтво андеграунду і нонконформізму».

### Прогнімак Олександр Володимирович
Олександр Володимирович Прогнімак є фундатором «Алекс Арт Премії», заснованої в галузі культури, мистецтва та освіти. У 2009 році заснував громадську організацію «Клуб меценатів», покликану сприяти відродженню та збереженню національних культурних традицій, а також розвитку українського мистецтва. 28 травня 2009 за його ініціативою відкрито Alex Art House — Культурно-просвітницький центр, розташований на Подолі, складається з трьох галерей приватних колекцій та Музею давньої книги.

### Олексій Євгенович Шереметьєв
Олексій Євгенович Шереметьєв допомагає проводити реконструкції пам'ятників, видає книги, розшукує по світу і повертає в Україну унікальні документи, організовує виставки по всій країні. Сім'я Шереметьєвих володіє великою колекцією — більше 45 тисяч одиниць експонатів, присвяченої військовій історії. На її базі діє «Музей Шереметьєвих». Олексій та Ігор (молодший брат) Шереметьєви зуміли зібрати одну з найкращих у світі експозицій з історії Кримської війни. Частково ця експозиція представлена на виставці в Балаклаві (розташована в штольнях колишнього заводу з ремонту підводних човнів), частково — в Київському Музеї культурної спадщини. У 2009 році корінний киянин Олексій Шереметьєв після відвідин однієї з головних визначних пам'яток Севастополя — Михайлівській батареї вирішив провести її реконструкцію. 4 липня 2010 в день Військово-морського флоту України, грандіозна експозиція була відкрита.

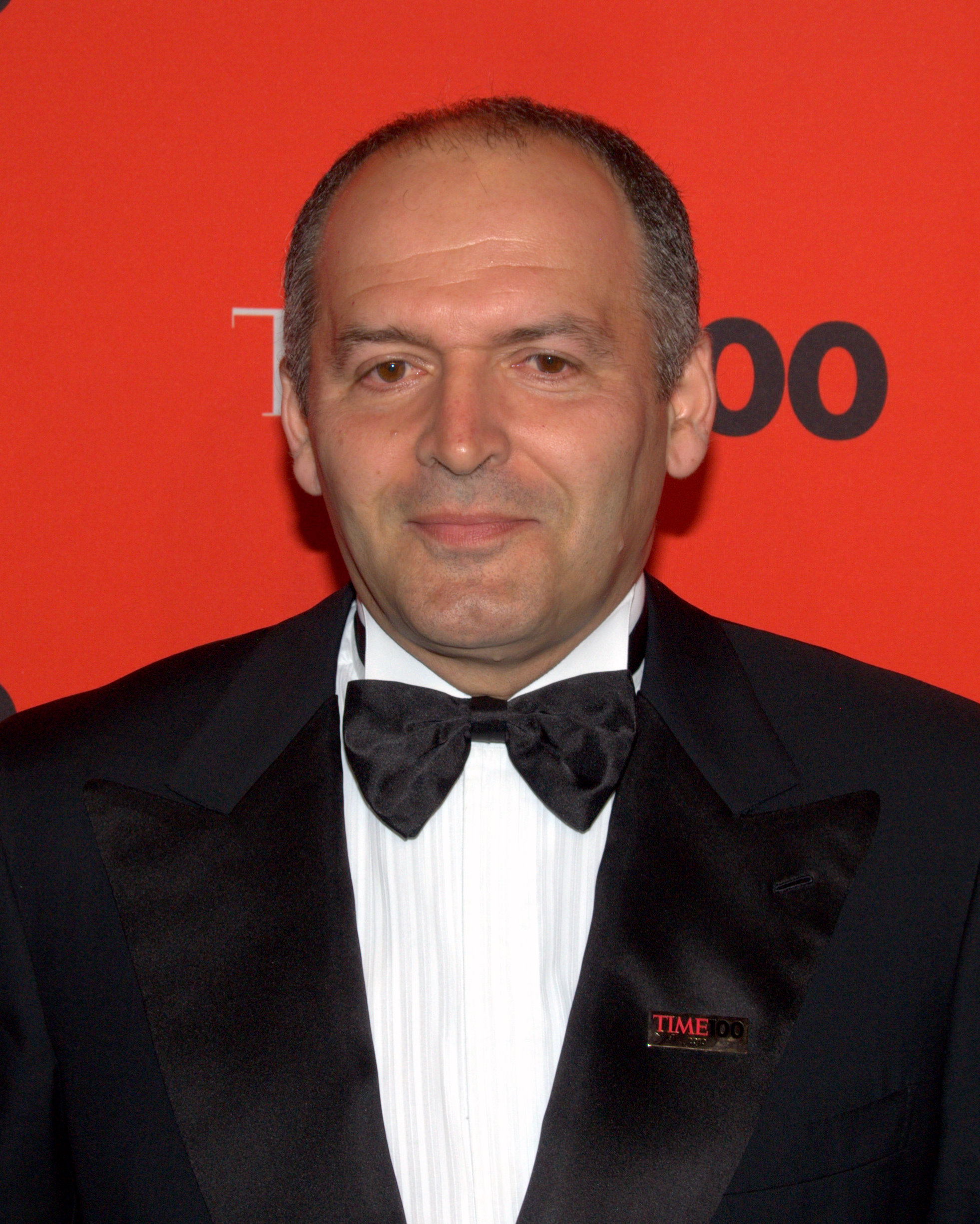
Пінчук Віктор Михайлович
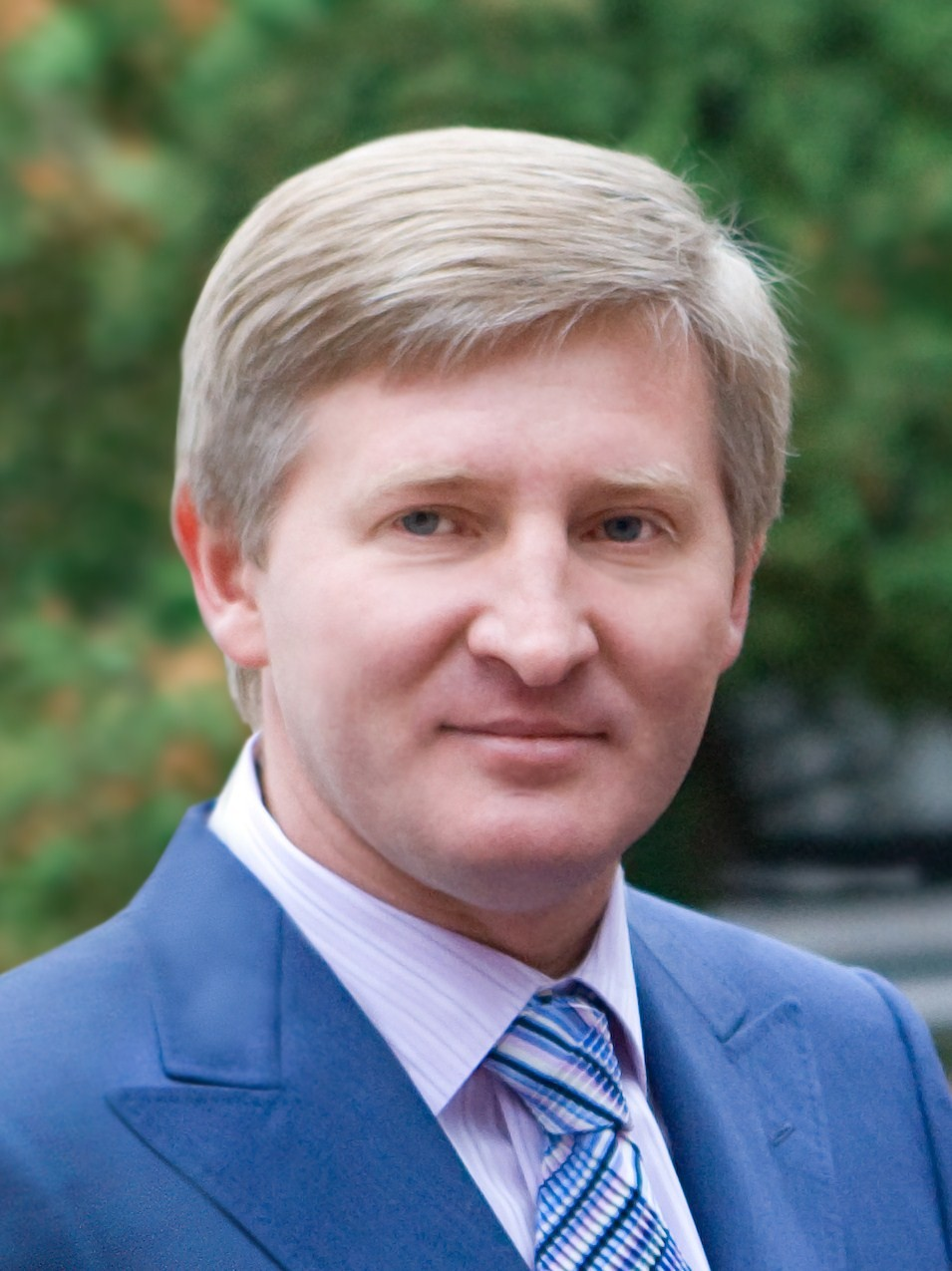
Ахметов Рінат Леонідович

## Українці в діаспорі
Політична ідеологія деяких українців в діаспорі орієнтується на національну розбудову української державності. Серед українців діаспори меценатською діяльністю відзначились: Антонович Омелян Миколайович, засновник благодійної фундації, яка опікується бібліотеками та музеями, зокрема, новим корпусом Бакалаврської бібліотеки Києво-Могилянської академії; Петро Яцик, який створив освітній Фонд, очолюваний нині його донькою Надією, і заснував Міжнародний конкурс знавців української мови; Джеймс Костянтин Темертей, що за пропозицією президента В.Ющенка провів і фінансував у Канаді виставку трипільської культури; Юрій Ємець, один із засновників Ліги українських меценатів, англомовний поет, бізнесмен, і культурний діяч; М. Фішер-Слиж, член управління Наукового товариства ім. Шевченка (США); Гуцуляк Ераст — сучасний спонсор Острозької академії; Степан Горлач, який тривалий час очолював Канадське товариство друзів України і в рік здобуття Україною незалежності обійшов її територію із півночі на південь і з заходу на схід; Яремко Іван Юрійович — політичний і громадський діяч українського походження, засновник Програми багатокультурності та людських прав ім. Івана та Мирослави Яремків Торонтського університету (юридичний факультет) із Канади. Діаспору США представляють М. Коць, спонсор Асоціації дослідників голодоморів в Україні; Володимир Баранецький, голова Фундації Енциклопедії Українознавства у США, Олексій Воскобійник, який надав фінансову допомогу на розвиток україністики у Гарвардському та Пенсильванському університеті; Андрій Лисий, голова Фундації ім. І. Багряного. До когорти діячів діаспори долучаються Михайло Гоян з Австралії, засновник Фонду Марії і Михайла Гоянів «Українську книжку — українським дітям», В.Кашицький, меценат Львова і національного відродження в Україні з Польщі, Фальц-Фейн Едуард із Ліхтенштейну, учасник розвитку природоохоронної та еколого-освітньої діяльності заповідника «Асканія-Нова» та Української академії аграрних наук. Займаються благодійною справою також і громадські об'єднання — українські музеї Чикаго, Клівленда, Нью-Йорка, Риму, Філадельфії, Торонто та інші. Українською діаспорою створено ряд Фундацій, які переймаються проблемами українців, зокрема наслідками Чорнобильської катастрофи. Серед них — Канадський Фонд «Діти Чорнобиля».

### Петро Яцик
Петро Яцик, уродженець села Верхнє Синьовидне на Львівщині. До Канади емігрував у 1943 році, де здобув вищу освіту і розвивав будівельний бізнес. Уже з кінця 50-х років П.Яцик направляв кошти на наукові та культурні проекти української діаспори, один з них — фінансування багатотомної «Енциклопедії українознавства». Серед найвідоміших проектів, профінансованих Яциком, стало видання англійською мовою «Історії України-Русі» М. Грушевського, на яке він пожертвував 15 млн дол. П. Яцик був фундатором Міжнародного благодійного фонду «Ліга українських меценатів» і став його почесним президентом та Інституту українських студій Гарвардського університету (США), створив центр досліджень історії України ім. П.Яцика при Альбертському університеті (Канада), Освітню фундацію ім. Петра Яцика. Сума пожертв на розвиток українства закордоном становить понад 16 млн доларів. За плідну меценатську діяльність нагороджений «Почесною відзнакою Президента України» (1996 р.). У 2000 році заснував Міжнародний конкурс знавців української мови.

### Марія Фішер-Слиж
Марія Фішер-Слиж народилась в Коломиї (Західна Україна). Разом з родиною змушена була емігрувати до США, де зайнялась медициною. Після смерті чоловіка переїхала до Торонто, де поринула в громадську діяльність.
Дітищем Марії Фішер є Канадсько-українські бібліотечні центри, вона сприяє видавничій справі в Україні, особливо в Криму, так як її турбує стан української мови в цьому регіоні. Вона стала спонсором 9 тому, книги 2, частини 2 Історії України-Руси Михайла Грушевського.

### Джеймс Костянтин Темертей
Батьківщиною Джеймса Костянтина Темертея є Донеччина. В післявоєнний час родина емігрувала до Західної Європи, а у 1949 році перебрались до Канади, де навчався і розпочав свою підприємницьку діяльність в сфері програмового забезпечення персональних комп'ютерів. Джеймс Темертей один із сподвижників Петра Яцика, став членом Ліги українських меценатів. Серед українських проектів-виставки коштовностей «Золото скіфів із стародавньої України» в Онтаріо та «Прадавня Україна: загадка Трипільської культури», фінансування видавництва українських книг, Києво-Могилянської академії, Канадського фонду «Дітям Чорнобиля» та ін. Нагороджений Орденом Канади, з 2010 року голова Консультативної ради КУК. (Конґресу Українців Канади).

### Гуцуляк Ераст
Гуцуляк Ераст родом із Рівненщини, як син хорунжого УГА у 1948 році із родиною емігрував до Канади. Завдяки наполегливій праці заснував аптечний бізнес, що дало можливість розвинути меценатську діяльність спочатку у Канаді, для підтримки української діаспори, а потім і в Україні. Одним із найбільших внесків у розбудову державності України є купівля будинку для Посольства України в Канаді вартістю 615 тис. доларів. Крім того, він виділяє значні кошти на вшанування жертв Голодомору, видавничої справи, функціонування Острозької академії та гімназії у рідному місті Рівному.

### Володимир Кашицький
Володимир Кашицький народився у с. Підбуковині поблизу Перемишля. Пройшов горнило Другої світової війни, був тяжко поранений у 1944 р. під Варшавою, що привело до втрати обох рук. Силою волі продовжив існування, зайнявся виробництвом морозива. Після проголошення України незалежною, переїхав до Львова, тут допомагав Народному рухові, «Просвіті», був спонсором видавництва українських книг. За свою діяльність був удостоєний звання «Галицький лицар-2001».

Гуцуляк Ераст
Володимир Кашицький